# Povodeň v Česku (2024)

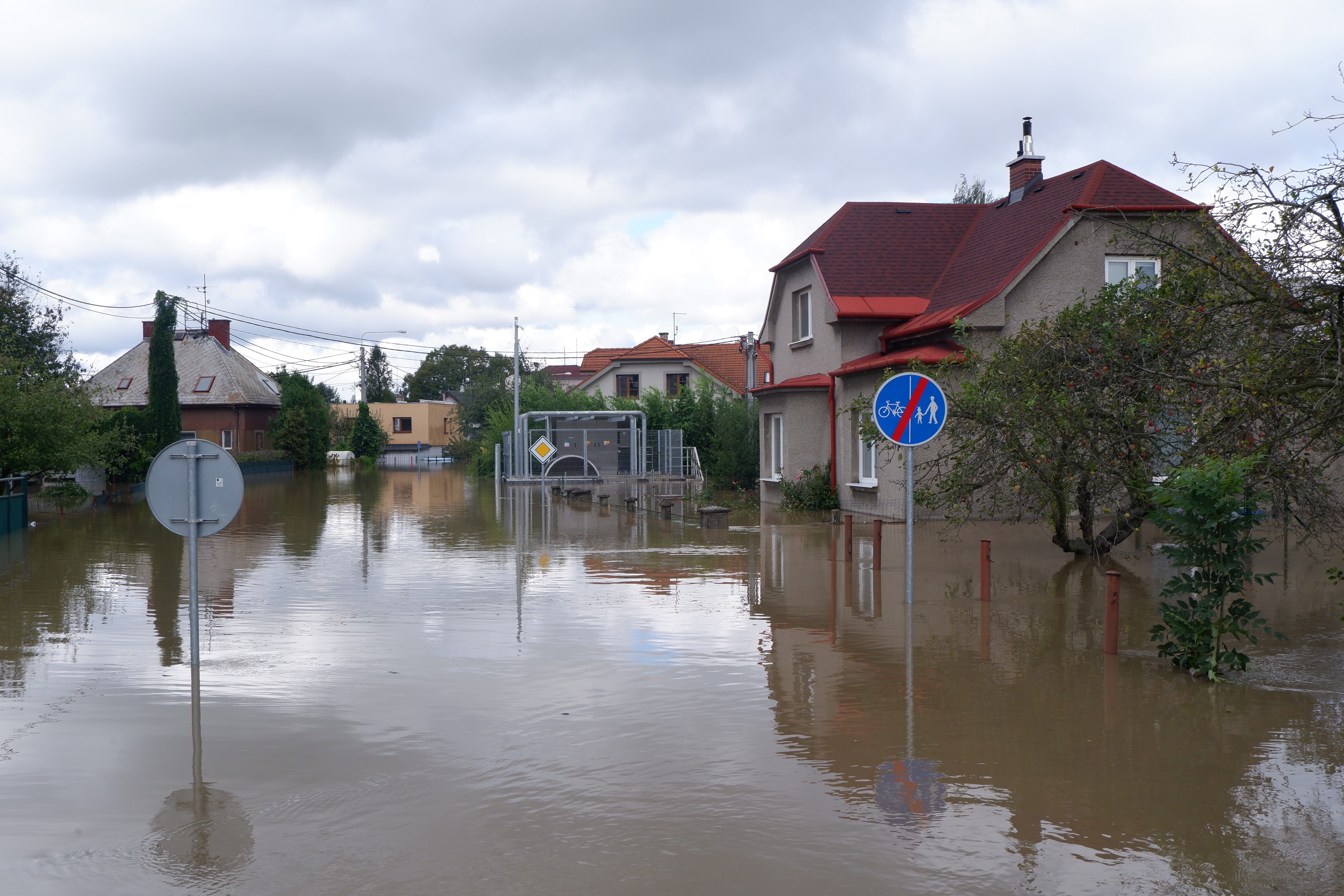
Záplavy v ostravské městské části Svinov, 15. září 2024.

Povodně v Česku začaly v pátek 13. září 2024 jako výsledek srážky dvou frontálních systémů nad oblastí střední Evropy, které přinesly vytrvalý déšť. Zasáhly většinu území Česka, jeho sousední země, a také Chorvatsko a Rumunsko.
V Česku během povodně dosáhlo 262 toků některého z povodňových stupňů. Stoletou vodu zaznamenalo 55 měřicích míst. Zahynulo či bylo pohřešováno 13 lidí.

## Příčiny
Příčinné srážky byly způsobeny tlakovou níží Boris (v Německu pojmenovaná jako tlaková níže Anett), která se díky silnému jihovýchodnímu proudění přesouvala do oblasti střední a východní Evropy ze severní Itálie. Toto je typický scénář povětrnostní situace označované jako Vb (pět b), která je spojována s rekordními srážkovými úhrny ve střední Evropě. Stejně jako během povodňové situace v roce 1997 nastala neobvyklá situace, při které byla tlaková níže zablokována ve svém severovýchodním postupu dvěma oblastmi vysokého tlaku vzduchu (Reinhold nad západní Evropou a Quentin nad severozápadním Ruskem), což znamenalo dlouhodobé setrvání středu tlakové níže nad východním Maďarskem. Tato situace se nad Českem projevila výrazným frontálním rozhraním v týlu tlakové níže, které se vyznačovalo silnou konvergencí a vertikálním střihem větru. Výsledkem byly velmi intenzivní a dlouhotrvající srážky v oblasti severní Moravy a Slezska.
Sumy srážek výrazně ovlivnil i silný vítr, který umocnil návětrný efekt na českých horách. Zejména Jeseníky byly přímou překážkou v týlovém proudění, a na jejich hřebenech a návětřích byly zaznamenány vůbec nejvyšší sumy srážek za období od středy do pondělí, a to i přes 500 mm. Na stanici Švýcárna byl v sobotu 14. září naměřen úhrn srážek 385,6 mm, což je absolutní denní srážkový rekord pro území ČR. Vícedenní úhrny srážek v Jeseníkách zhruba odpovídaly povodňové situaci v červenci 1997, následné extrémní povodně místně překonaly i průtoky v roce 1997.
Nejvíce zasaženými povodími jednotlivých řek byly ty, které odvodňují severní a severozápadní oblast Jeseníků a Rychlebských hor, tj. povodí řek Bělé, Desné, Opavy, Opavice, Osoblahy a Vidnávky. Naopak méně dotčeným bylo povodí řeky Moravice, která odvodňuje jihovýchodní oblast Hrubého Jeseníku a během téměř celé srážkové epizody se její povodí nacházelo ve srážkovém stínu.
| Stanice               | Okres           | Nadm. výška [m n. m.] | Úhrn [mm] |
| --------------------- | --------------- | --------------------- | --------- |
| Švýcárna*             | Šumperk         | 1306                  | 704,2     |
| Adolfovice, vodárna*  | Jeseník         | 558                   | 611,9     |
| Lipová-lázně*         | Jeseník         | 500                   | 558,4     |
| Lipová-lázně, Pomezí* | Jeseník         | 580                   | 551,7     |
| Rejvíz*               | Jeseník         | 795                   | 517,4     |
| Heřmanovice           | Jeseník         | 665                   | 512,5     |
| Červenohorské sedlo   | Jeseník         | 1010                  | 491,9     |
| Jeseník               | Jeseník         | 502                   | 480,3     |
| Šerák                 | Jeseník         | 1328                  | 474,7     |
| Ramzová*              | Jeseník         | 670                   | 474,0     |
| Labská bouda          | Trutnov         | 1320                  | 473,3     |
| Pomezní boudy         | Trutnov         | 1050                  | 472,3     |
| Biskupská kupa*       | Jeseník         | 870                   | 470,1     |
| Filipovice            | Jeseník         | 676                   | 465,0     |
| Ramzová               | Jeseník         | 740                   | 447,8     |
| Zlaté Hory            | Jeseník         | 444                   | 438,3     |
| Jeseník*              | Jeseník         | 475                   | 431,1     |
| Paprsek               | Šumperk         | 1001                  | 429,3     |
| Slaměnka              | Ústí nad Orlicí | 1105                  | 426,4     |
| Mikulovice            | Jeseník         | 321                   | 413,7     |
| Luční bouda           | Trutnov         | 1413                  | 410,3     |
| Dlouhé Stráně         | Šumperk         | 765                   | 407,2     |

⁠* stanice mimo standardní síť ČHMÚ, data nejsou pravidelně kontrolována

## Oblasti zasažené povodněmi

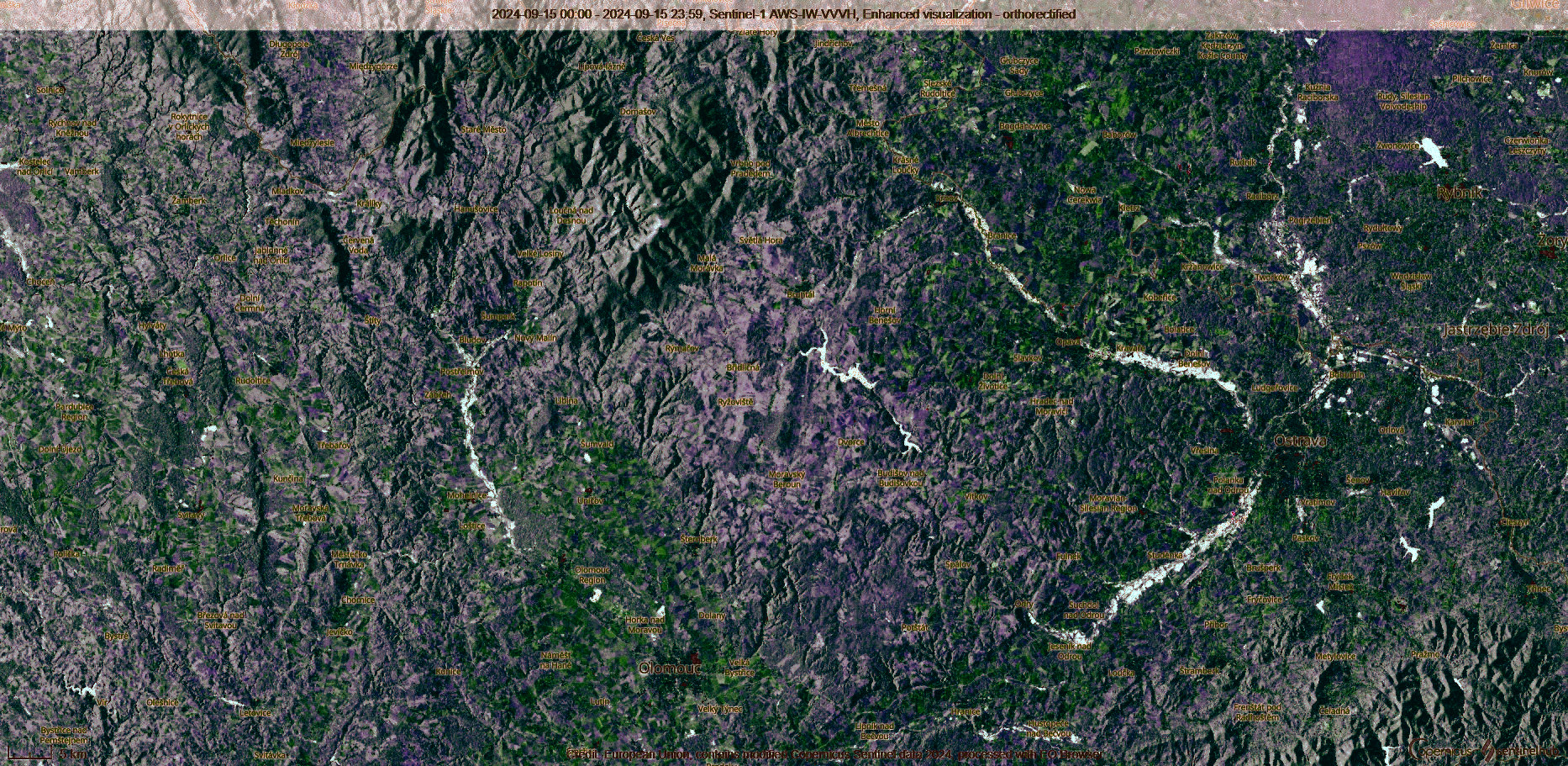
15. září 2024 07:01 SELČ: zaplavená území při povodni na severní Moravě a Slezsku

Povodněmi byly zasaženy téměř všechny kraje ČR, k nejhůře postiženým patří Moravskoslezský a Olomoucký kraj. K nejrozsáhlejším rozlivům došlo v údolní nivě řeky Opavy od Krnova přes Opavu k soutoku s Odrou a na řece Odře samotné.
Zrušeny byly desítky kulturních a sportovních akcí, například Dny NATO v Ostravě. Kvůli podmáčenému terénu byly někde zrušeny akce i na další víkend.[zdroj?]
Povodeň také narušila silniční i železniční dopravu, zejména v Moravskoslezském kraji. Přerušena byla i doprava mezinárodní, neboť byl zastaven provoz vlaků mezi Českou republikou a Polskem. Zastavení provozu mezi Českem a Polskem se týkalo vlaků Českých drah (na české straně) a PKP Intercity, dopravce Regiojet přerušil dopravu jen na dva dny, poté začal mezi Prahou, česko-polskou hranicí a dále do Polska jezdit odklonem přes Slovensko. Voda vnikla do pražského metra (z důvodu rekonstrukce stropní desky ve vestibulu stanice Muzeum při stavbě tramvajové trati na Václavském náměstí), ale jeho provoz nebyl přerušen. Přes 250 000 domácností se ocitlo bez elektřiny.

### Moravskoslezský kraj

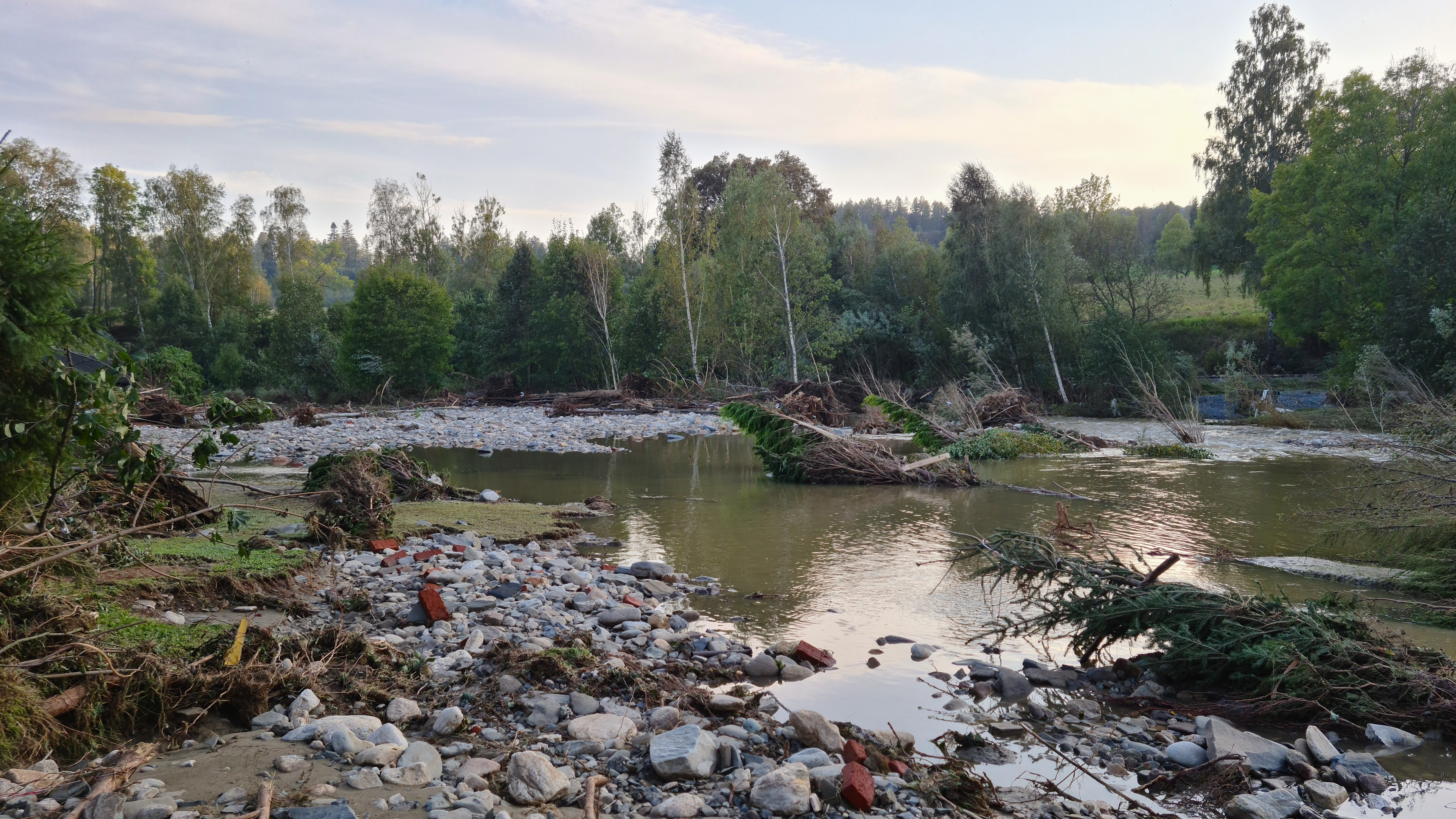
Koryto řeky Opavy po opadnutí vody v obci Široká Niva

Moravskoslezský kraj se stal nejvíce postiženým krajem. K velmi zasaženým městům patřila Ostrava, kde se protrhla říční hráz u soutoku Opavy a Odry, Opava nebo Krnov, který byl zaplaven z 80 %. Silně zaplaveno bylo i město Bohumín.

### Olomoucký kraj
Povodní byl velmi poničen Jeseník, záplavová vlna uzavřela Litovel. Výrazně zatopené byly i Hanušovice, Mikulovice, Písečná nebo Česká Ves. V některých obcích spadly pod náporem vody některé domy, poničeny či strženy byly i mosty v Jeseníku či České Vsi.

### Jihočeský kraj

#### Malše
Silné deště v oblasti Novohradských hor rozvodnily řeky Černou, Stropnici a Malši. Zaplaveno bylo několik domů v Benešově nad Černou, v Doudlebech a asi 35 objektů v obci Plav. V Českých Budějovicích se řeky nedostaly do obytných oblastí.

#### Lužnice
V povodí Lužnice došlo v úterý 17. září k naplnění rybníka Rožmberk, v obcích pod ním voda kulminovala až koncem týdne, kdy již jinde voda opadla. U Frahelže dosáhla voda ve čtvrtek úrovně padesátileté vody. Lužnice tak byla posledním tokem, kde byl vyhlášen třetí stupeň. Ve Veselí nad Lužnicí i přes obavy voda nepřekonala bariéry.

### Jihomoravský kraj
Již necelý týden před povodněmi Brno začalo s protipovodňovými opatřeními. Např. na ulici Poříčí hrozilo, že se řeka Svratka vylije ze svého koryta, což se nestalo.
14. září 2024 začalo Brno s evakuací Nemocnice Milosrdných bratří, muselo se evakuovat přes 200 pacientů. Také hrozilo, že voda zaplaví nemocniční přístroje, což by ovlivnilo chod celé nemocnice. Hejtman Jihomoravského kraje Jan Grolich situaci komentoval takto: „Řeka Svratka, jejíž hladina stoupá, by se sice podle aktuálních predikcí neměla vylít z koryta, nicméně může kanalizací vystoupat do suterénu nemocnice, kde je zdroj elektřiny.”
16. září 2024 voda zasáhla sklepy ve znojemské části Dobšice. Ještě v tento den zasáhla povodeň obec Podhradí nad Dyjí, kde byla situace nejkritičtější. Tam voda také zaplavila místní trafostanici. Obec se ocitla bez mobilního signálu a elektřiny.
Na Mlýnském nábřeží v brněnských Obřanech se pod mužem utrhl břeh. Jen šťastnou náhodou ho zachránili pracovníci brněnské městské policie.
17. září 2024 kolem desáté hodiny dopolední vznikla technická závada na elektrárně v Brněnské přehradě. Pracovníci ČEZ technickou závadu stabilizovali.
V Židlochovicích u Brna přetrvával 14. září 3. povodňový stupeň.

### Zlínský kraj
Třetí stupeň povodňové aktivity byl zaznamenán v neděli 15. září v Uherském Brodě na Olšavě a ve Valašském Meziříčí na Rožnovské i Vsetínské Bečvě.

## Oblasti zasažené výpadky dodávky elektřiny
Zejména na počátku povodní v důsledku silných dešťů a větru byly první zasaženou oblastí v ČR východní Čechy, kde bylo podle údajů z 14. září 2024 k 8:00 na 1 400 obyvatel bez elektrické energie. V Jihomoravském kraji bylo bez elektrické energie na 3 000 domácností.
ČEZ evidoval na 44 000 míst bez elektřiny, telefonní společnosti O2 a Vodafone evidovaly výpadky signálu na jihu a severu Čech.
V neděli 15. září 2024 bylo v ranních hodinách bez elektrické energie něco okolo 260 tisíc odběratelů.

## Evakuace obyvatel

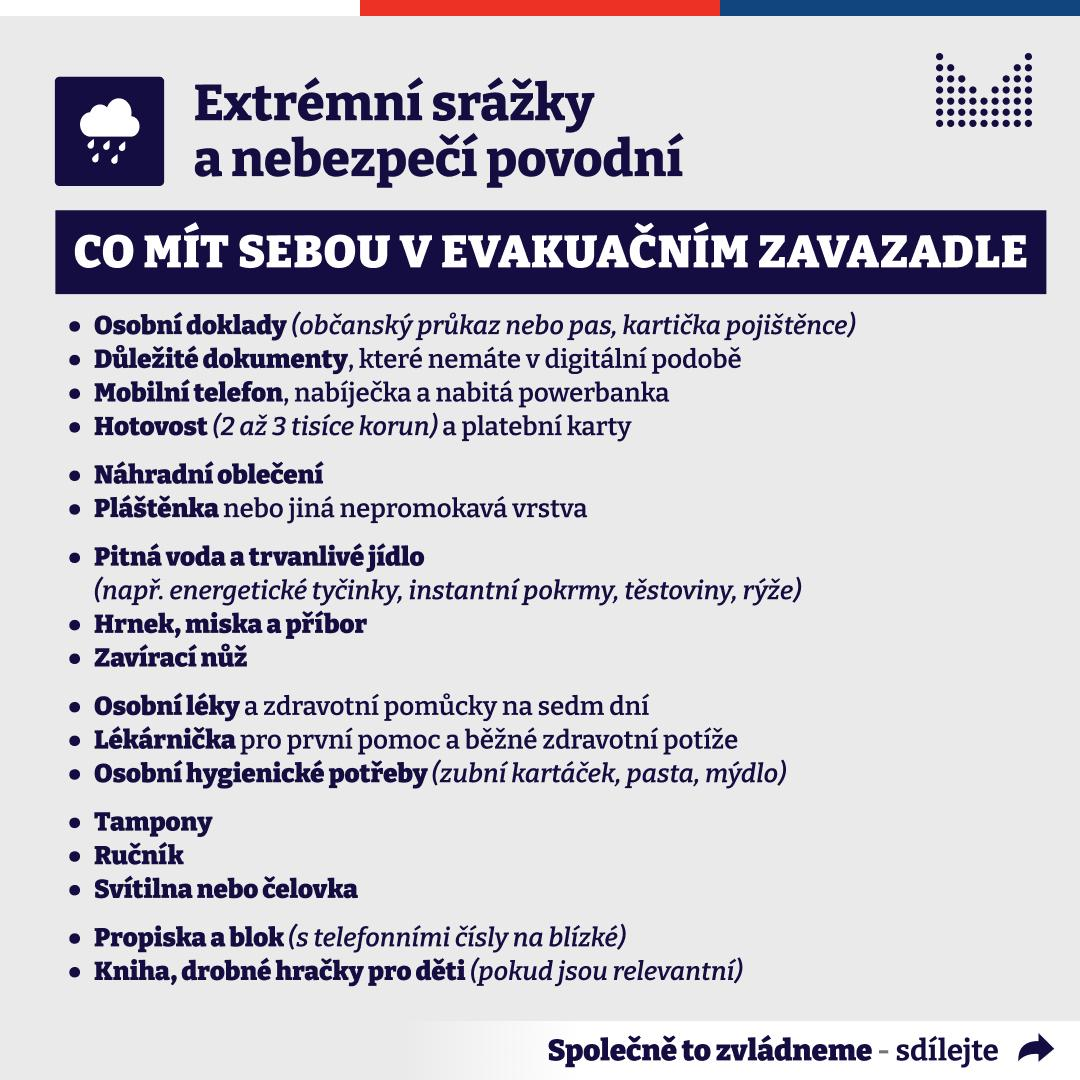
Informace Ministerstva vnitra k evakuaci

Na mnoha místech došlo k evakuaci obyvatel, do 15. září bylo evakuováno 10 500 obyvatel. V Brně se evakuace týkala Nemocnice Milosrdných bratří, nemocnici evakuoval také Bohumín. Odejít ze svých domů a bytů museli ve velkých počtech také obyvatelé Krnova nebo Opavy. Město Vodňany evakuovalo dolní části Vodňan (Jatky, Jednoletky a Chaty).

## Oběti a pohřešovaní lidé
Jedna žena utonula v potoce Krasovka na Krnovsku, další v Kobylé nad Vidnavkou na Jesenicku. Dva muži zemřeli v Krnově. Bez dalších podrobností oznámil 18. září 2024 ministr vnitra Vít Rakušan pátou oběť. Dalších osm lidí bylo pohřešováno; čtyři z nich už od 14. září – tři po pádu auta do řeky Staříč v obci Lipová-lázně na Jesenicku, jeden muž spadl do rozvodněného Jankovického potoka na Uherskohradišťsku.

## Povodňové škody
Škody jsou odhadovány na desítky miliard korun. Jen v Opavě poškodila povodeň přes 6 tisíc staveb. Na konci září 2024 odhadovala Česká asociace pojišťoven odškodnění na téměř 20 miliard korun. Ministerstvo pro místní rozvoj, Olomoucký a Moravskoslezský kraj v roce 2025 dotovaly speciální slevové vouchery, které měly za úkol podpořit turistický ruch v zasažené oblasti.

## Protipovodňová opatření
Ne všechna protipovodňová opatření, která byla plánována po povodních na Moravě a Odře v roce 1997, byla uskutečněna. Některé projekty jsou brzděny místními protesty (vodní nádrž u obce Nové Heřminovy, Bohdíkov na Šumpersku a další), problémy s výkupem pozemků, nerozhodností (obec Troubky) nebo pomalou přípravou. A je otázkou, zdali by splnily svůj účel, nebo ne.

## Vliv povodní na dopravu

### Silniční doprava
Do 13. září byla situace jak v silniční, tak v železniční dopravě relativně stabilní. Vyjma popadaných stromů nedocházelo k omezením dopravy.
V noci ze 13. na 14. září se první problémy projevily zejména v okresech Jeseník, Šumperk, Bruntál a Opava. Docházelo k zaplavování zejména místních komunikací vlivem rozbouřených toků. Situace se začala dramaticky zhoršovat 14. září ráno, především v okrese Jeseník, kde došlo k zaplavení silnice I/44 mezi Jeseníkem a Písečnou. Následně došlo k zaplavení i ostatních silnic vedoucích přes Jeseník, čímž prakticky došlo k odříznutí Jeseníku od zbytku silniční sítě.
Podobná situace se o pár hodin později odehrála i v Krnově a Opavě, kde došlo k zaplavení mnoha silnic, zejména ležících při řece Opava (resp. Opavice). Už 14. září podvečer byla silnice I/57 obtížně sjízdná, k zastavení dopravy došlo do půlnoci dne 14. září. Do Opavy a Krnova se bylo, ač obtížně, možné dostat jenom z výše položených silnic z jihu, resp. jihozápadu.
V sobotu 14. září se situace dramaticky zhoršovala také v Ostravě, Bohumíně a Karviné. Nejdříve docházelo k zaplavování podjezdů a jiných míst, kde prosakovala spodní voda, nicméně vlivem stoupání Odry, Ostravice a Porubky došlo k zalití zejména níže položených silnic a ulic. Došlo také k zaplavení dálnice D1 u Bohumína, dálnice D56 nedaleko Paskova, a mnoha dalších cest. Silnice se však navzdory velmi kritické situaci dařilo držet v provozu, hlavně ve směru na Frýdek-Místek a Český Těšín.
V Krkonoších byla uzavřena prakticky celá silnice II/252 procházející Malou Úpou na polské hranice, a to kvůli podmáčení a popadaným stromům.

### Železniční doprava

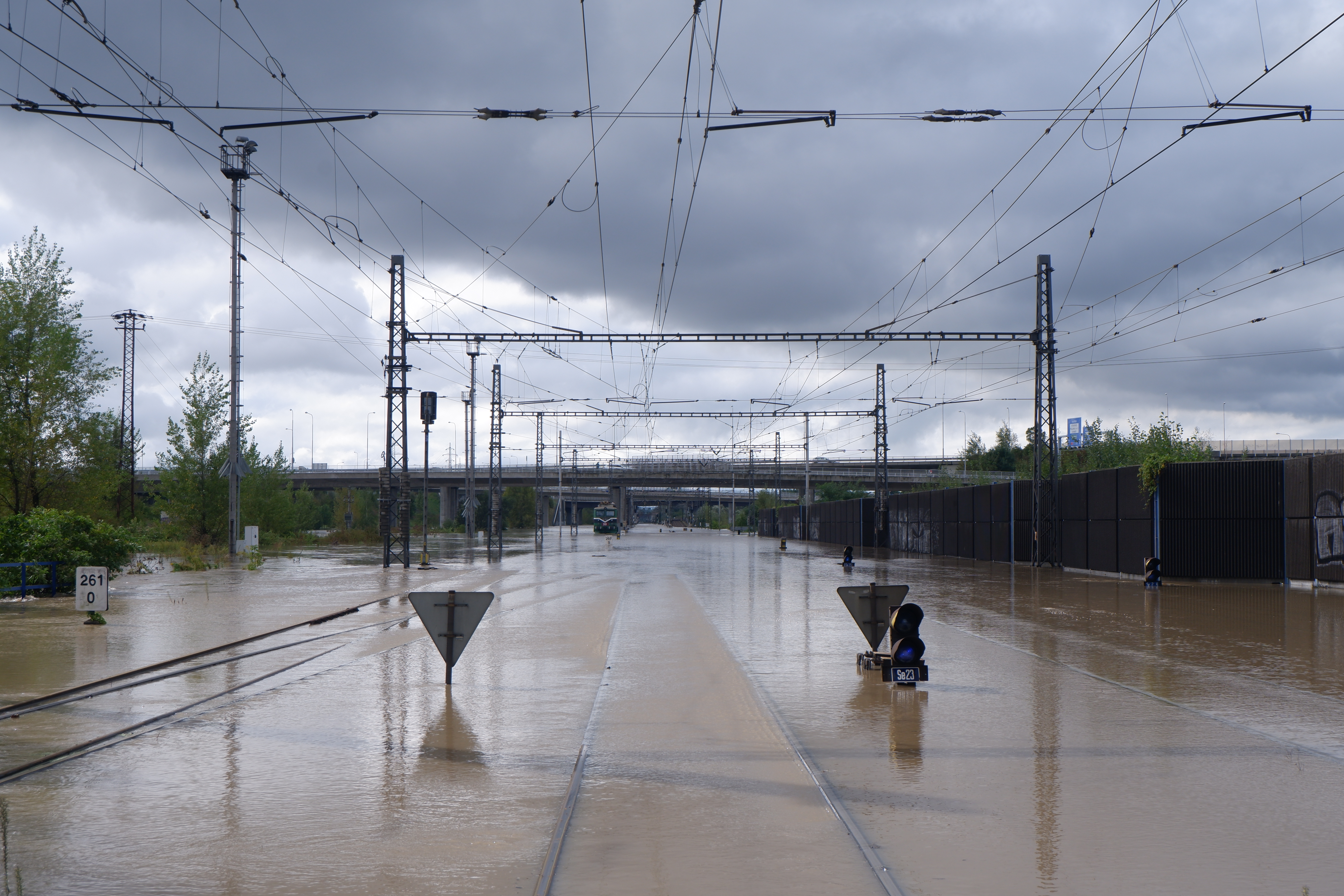
Zaplavená železniční stanice Ostrava-Svinov, 15. září 2024.

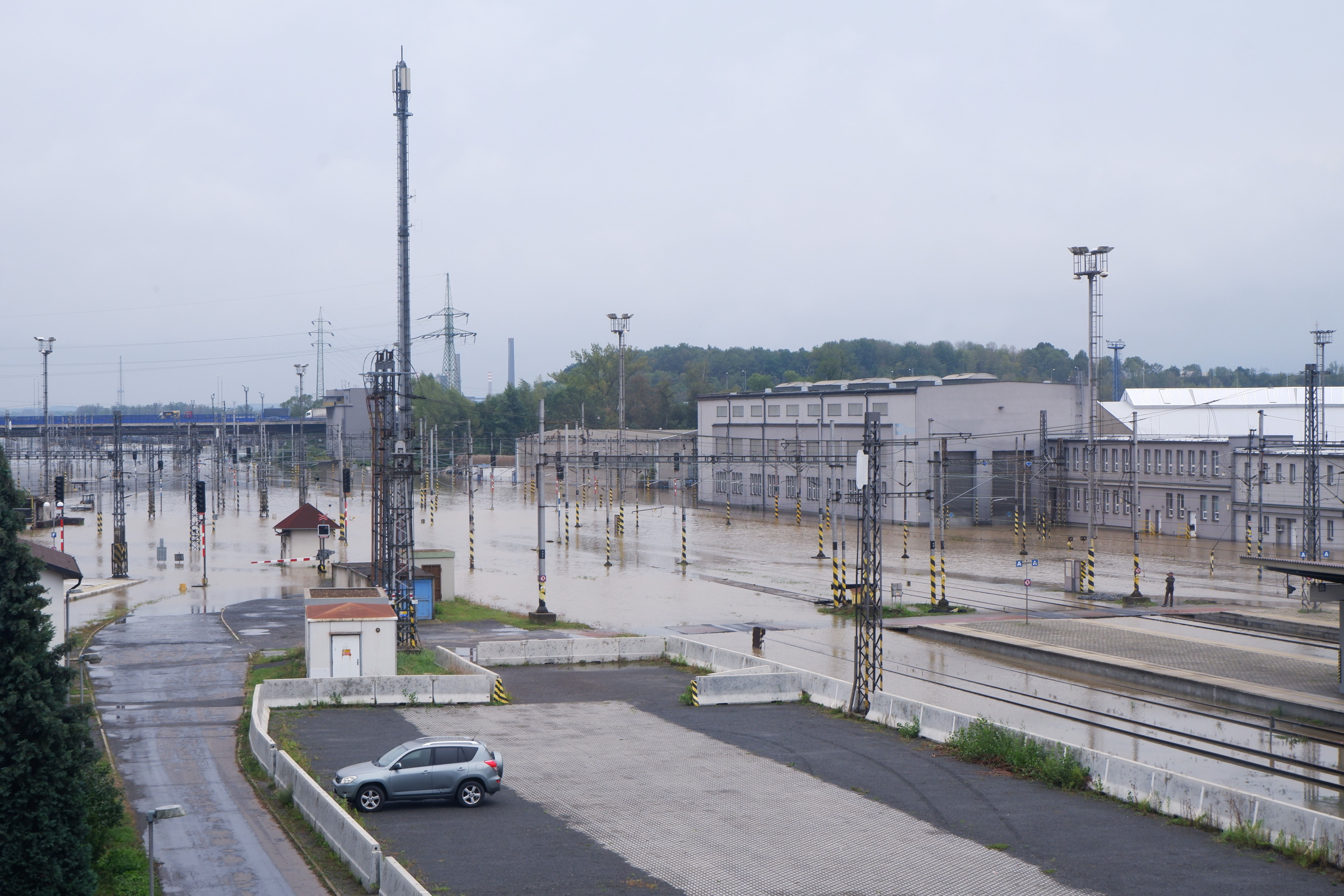
Zaplavená železniční stanice Ostrava hlavní nádraží, 16. září 2024.

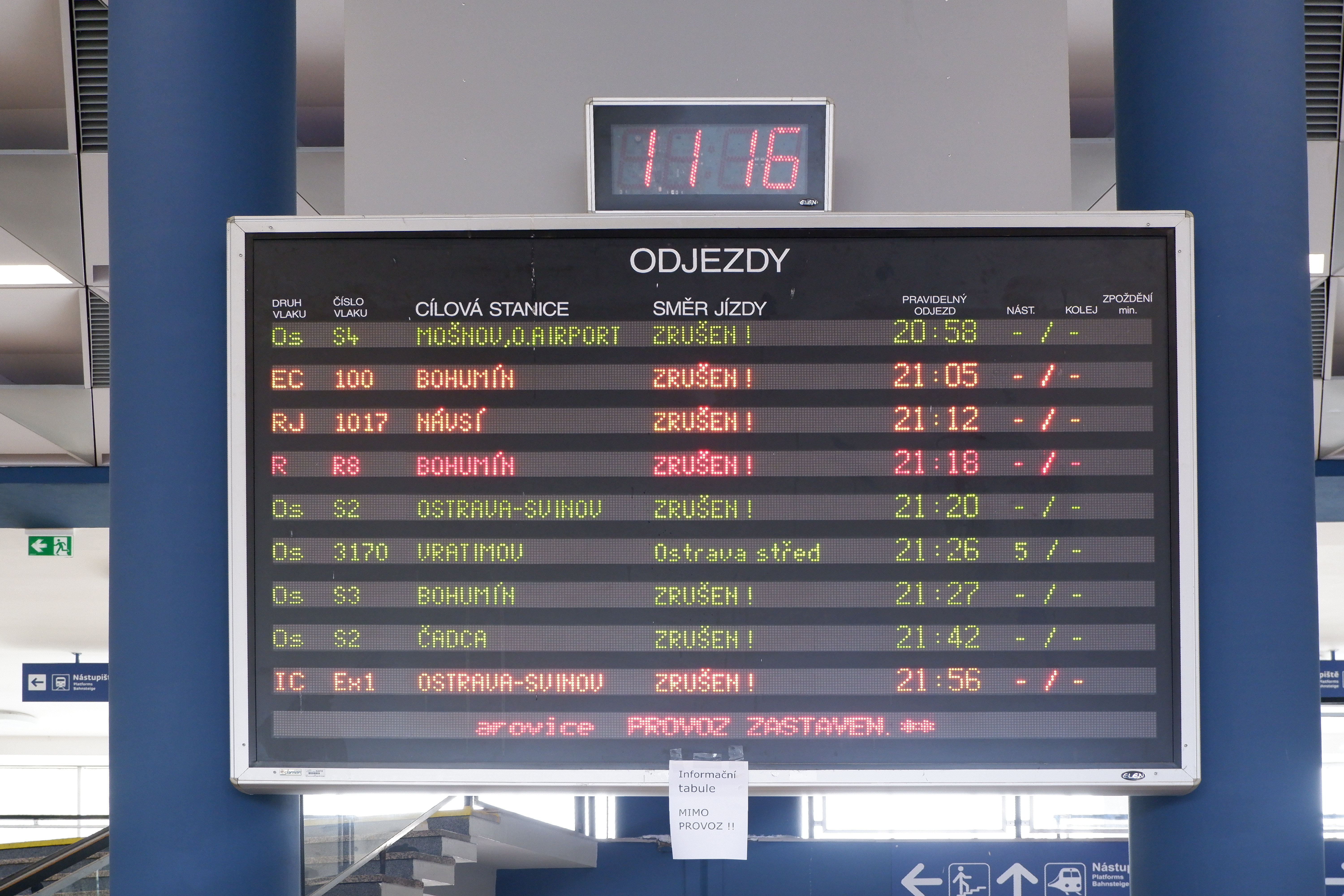
Odjezdová tabule na ostravském hlavním nádraží s informací o zrušení téměř všech spojů. Fotografie pochází ze 16. září 2024, tabule ale zobrazuje vlaky z předešlého večera, než byl provoz informačního systému zcela zastaven.

Nejvážnější situace v železniční dopravě byla hlavně na severu Olomouckého kraje a téměř v celém Moravskoslezském kraji, kde došlo k zastavení provozu na téměř všech tratích. Mezi Hanušovicemi a Jeseníkem a mezi Jeseníkem a Žulovou byla již před povodněmi zavedena náhradní autobusová doprava z důvodu rekonstrukce trati. Navzdory zhoršujícím se podmínkám se dařilo náhradní autobusovou dopravu provozovat zhruba do soboty 14. září do poledne, pak byla i náhradní autobusová doprava vlivem zaplavení cest zastavena.
Vzhledem k vývoji situaci se vědělo, že ostravský železniční uzel zažije obdobnou katastrofu, jako při povodních v roce 1997, proto státní železniční společnosti ČD, ČD Cargo a SŽ vydaly několik preventivních opatření, které měly zamezit mimo jiné podobné nehodě, jako v roce 1997, kdy došlo k vykolejení EC 104 Sobieski nedaleko Suchdola nad Odrou vlivem podemleté tratě.
V pátek 13. září rozhodlo ČD Cargo o evakuaci zhruba 45 lokomotiv z ostravského depa ležícím při ostravském hlavním nádraží do stanice Ostrava-Kunčice, které má bezpečnější polohu. Dne 14. září vlaky v úseku Český Těšín – Ostrava – Olomouc projížděly nízkou rychlostí z důvodu prevence mimořádné události.
První tratí v ostravském uzlu, která byla zaplavená, byla trať mezi Bohumínem a Dětmarovicemi, a to 14. září od 15. hodiny. V provozu se dařilo udržovat koridor Přerov–Ostrava–Bohumín ještě 14. září do pozdního večera i navzdory padajícím větvím na troleje a zaplavením okolí tratě v podstatě souvisle od Hranic na Moravě. Ještě během provozu došlo k zaplavení depa v Bohumíně. Poslední vlaky, které před povodněmi přijely do Ostravy, byly vlaky IC 547 a SC 517 15. září těsně po půlnoci, pak byla doprava zastavena. Brzy ráno dne 15. září došlo k zastavení dopravy v úseku Ostrava-Svinov – Bohumín. Nádraží ve Svinově se už dopoledne ocitlo pod vodou a kolem 15. hodiny došlo k celkovému zaplavení nádražního podchodu. Pod vodou se ocitlo také nádraží v Bohumíně. Ostravské hlavní nádraží bylo v neděli 15. září ještě sjízdné, a tak bylo možné zajišťovat aspoň provoz osobních vlaků do Vratimova.
Navzdory kritické situaci v neděli 15. září se dařilo udržet v provozu železniční dopravu z Ostravy, a to přes jedinou trať, vedoucí přes Havířov. Osobní vlaky, ač silně nepravidelně a s vysokým zpožděním jezdily z Ostravy-Vítkovic, mezinárodní doprava byla vlivem popadaných stromů a sesuvu půdy u Mostů u Jablunkova zastavena, na večer však obnovena se silnými omezeními.
V pondělí 16. září se však opět situace v Ostravě mírně zhoršila. Dopoledne došlo k zastavení provozu na hlavním nádraží, kde hrozilo zaplavení, k čemuž dopoledne došlo. Vytopeno bylo pouze kolejiště, a tak autobusy a MHD k nádraží zajížděly nadále. Vlaky jedoucí z Vratimova tak opět byly zkráceny, a to na zastávku Ostrava-Stodolní. Situace se naopak mírně zlepšila ve směru na Havířov a Český Těšín – vlaky jezdily v úseku Ostrava-Vítkovice – Český Těšín v hodinovém taktu a v úseku Mosty u Jablunkova – Dětmarovice v dvouhodinovém taktu. K večeru bylo nádraží ve Svinově už opět suché, ale stále mimo provoz kvůli poškození tratě, zabezpečovacího zařízení a zatopení staničního podchodu. Mimo Moravskoslezského a Olomouckého kraje, kde situace nadále zůstala kritická, byla během dne obnovena doprava na téměř všech zasažených tratích (například do Lipna nad Vltavou, z Batelova do Jihlavy, nebo do Luhačovic). Ve večerních hodinách byla opět zprovozněna i trať ze Zábřehu na Moravě do Šumperku.
Již od neděle 15. září přistoupily České dráhy k systematickým opatřením v dálkové dopravě. Většina vlaků jedoucích přes Ostravu byla ukončena v Olomouci, resp. v Hranicích na Moravě, noční pár vlaků EN 442/443 byl odkloněn přes Vsetín a Púchov. K podobnému kroku přistoupila i společnost RegioJet, vlaky navzdory zpoždění v řádech hodin jezdily přes Horní Lideč. Bez náhrady byly zrušeny rychlíky Kysučan mezi Čadcou a Ostravou a vlaky zajíždějící z Polska.
Po opadnutí vody se začaly ukazovat první škody na železničních tratích. Došlo k podemletí např. tratě z Opavy do Hlučína, z Opavy do Ostravy, z Hanušovic do Bludova nebo úzkorozchodné tratě z Třemešné ve Slezsku do Osoblahy. K úplnému zničení tratě došlo mezi Karlovicemi a Vrbnem pod Pradědem, stejně jako v roce 1997.
Správa železnic v tiskové správě uvedla, že v souvislosti s povodněmi hasiči Správy železnic řešili okolo 280 událostí. Škody na infrastruktuře odhadla předběžně v řádu stovek milionů korun.
| Číslo a úsek tratě | Číslo a úsek tratě                               | Počátek omezení                     | Konec omezení                       | Poznámka                                                                                              |
| --- | ------------------------------------------------ | ----------------------------------- | ----------------------------------- | --- |
| 025 | Dolní Lipka – Hanušovice                         | 14. 9. 2024 18:00                   | 17. 9. 2024 18:00                   | zaplavení tratě                                                                                       |
| 027 | Meziměstí–Broumov                                | 15. 9. 2024 04:40                   | 16. 9. 2024 12:00                   | zaplavení tratě                                                                                       |
| 195 | Rybník – Lipno nad Vltavou                       | 14. 9. 2024 15:00                   | 16. 9. 2024 16:00                   | zaplavení tratě                                                                                       |
| 199 | Nové Hrady                                       | 16. 9. 2024 21:45                   | 17. 9. 2024 10:00                   | zaplavení tratě                                                                                       |
| 199 | České Velenice – Gmünd                           | 15. 9. 2024 15:45                   | 18. 9. 2024 20:00                   | zaplavení tratě na území Rakouska                                                                     |
| 224 | Pelhřimov – Horní Cerekev                        | 15. 9. 2024 06:15                   | 16. 9. 2024 10:00                   | preventivní zastavení provozu                                                                         |
| 225 | Batelov–Jihlava                                  | 15. 9. 2024 07:00                   | 16. 9. 2024 17:00                   | zaplavení tratě                                                                                       |
| 240 | Náměšť nad Oslavou – Třebíč                      | 15. 9. 2024 09:15                   | 15. 9. 2024 19:30                   | zaplavení tratě, popadané stromy                                                                      |
| 246 | Mikulov na Moravě – Novosedly                    | 18. 9. 2024 15:00                   | 19. 9. 2024 20:00                   | zaplavení tratě                                                                                       |
| 246 | Novosedly – Hrušovany nad Jevišovkou-Šanov       | 16. 9. 2024 10:25 18. 9. 2024 15:00 | 19. 9. 2024 20:00                   | od 16. 9. 2024 zaplavení přístupových komunikací k zastávce Jevišovka, od 18. 9. 2024 zaplavení tratě |
| 248 | Znojmo–Retz                                      | 14. 9. 2024 17:00                   | 16. 9. 2024 23:00                   | zaplavení tratě na území Rakouska                                                                     |
| 253 | Boří les – Lednice                               | 13. 9. 2024 16:20                   | 16. 9. 2024 20:00                   | preventivní zastavení provozu                                                                         |
| 260 | Blansko – Brno hlavní nádraží                    | 15. 9. 2024 17:30                   | 15. 9. 2024 23:30                   | podmáčení tratě, provoz pouze omezen                                                                  |
| 271 | Polom – Suchdol nad Odrou                        | 15. 9. 2024 00:05                   | 17. 9. 2024 20:00                   | zaplavení tratě                                                                                       |
| 271 | Suchdol nad Odrou – Studénka                     | 16. 9. 2024 00:00                   | 20. 9. 2024 13:55                   | zaplavení tratě, provoz zastaven již od 15. 9. 2024                                                   |
| 271 | Studénka–Jistebník                               | 15. 9. 2024 00:05                   | 20. 9. 2024 13:55                   | zaplavení tratě                                                                                       |
| 271 | Jistebník – Polanka nad Odrou                    | 16. 9. 2024 00:00                   | 20. 9. 2024 13:55                   | zaplavení tratě, provoz zastaven již od 15. 9. 2024                                                   |
| 271 | Polanka nad Odrou – Bohumín                      | 15. 9. 2024 00:05                   | 28. 9. 2024 20:00                   | zaplavení tratě                                                                                       |
| 272 | Bohumín–Chałupki                                 | 15. 9. 2024 00:05                   | 12. 10. 2024 18:00                  | zaplavení a podemletí tratě                                                                           |
| 272 | Dětmarovice–Zebrzydowice                         | 14. 9. 2024 15:00                   | 15. 9. 2024 10:00                   | preventivní zastavení provozu                                                                         |
| 277 | Suchdol nad Odrou – Fulnek                       | 15. 9. 2024 13:30                   | 17. 9. 2024 20:00                   | zaplavení tratě                                                                                       |
| 278 | Suchdol nad Odrou – Nový Jičín                   | 14. 9. 2024                         | 17. 9. 2024 10:00                   | zaplavení tratě                                                                                       |
| 291 | Postřelmov                                       | 15. 9. 2024 13:30                   | 16. 9. 2024 20:00                   | zaplavení tratě                                                                                       |
| 291 | Petrov nad Desnou – Velké Losiny                 | 14. 9. 2024 19:40                   | 21. 9. 2024 00:00                   | zaplavení tratě                                                                                       |
| 291 | Velké Losiny – Kouty nad Desnou                  | 14. 9. 2024 19:40                   | 22. 11. 2024 15:20                  | zaplavení tratě                                                                                       |
| 292 | Bludov–Hanušovice                                | 14. 9. 2024 18:00                   | 16. 11. 2024 00:00                  | zaplavení a podemletí tratě                                                                           |
| 292 | Hanušovice – Jindřichov na Moravě                | 9. 9. 2024 06:15 14. 9. 2024 18:00  | 16. 12. 2024 00:00                  | zaplavení a podemletí tratě, provoz přerušen již před povodní                                         |
| 292 | Písečná–Mikulovice                               | 14. 9. 2024 06:00                   | 1. 10. 2025 00:00                   | zaplavení a podemletí tratě                                                                           |
| 292 | Głucholazy–Krnov                                 | 14. 9. 2024 06:00                   | 16. 12. 2024 00:00                  | zaplavení tratě                                                                                       |
| 294 | Hanušovice – Staré Město pod Sněžníkem           | 14. 9. 2024 11:00                   | 16. 12. 2024 00:00                  | sesuv půdy, následné zaplavení tratě                                                                  |
| 297 | Mikulovice – Zlaté Hory                          | 14. 9. 2024 18:00                   | 1. 4. 2025 00:00                    | zaplavení tratě                                                                                       |
| 298 | Třemešná ve Slezsku – Osoblaha                   | 14. 9. 2024 05:50                   | 16. 12. 2024 00:00                  | zaplavení a podemletí tratě                                                                           |
| 303 | Branky na Moravě – Valašské Meziříčí             | 14. 9. 2024 13:20                   | 15. 9. 2024 16:15                   | zaplavení tratě                                                                                       |
| 304 | Kojetín–Tovačov                                  | 15. 9. 2024                         | 17. 9. 2024                         | zaplavení tratě                                                                                       |
| 305 | Kroměříž–Zborovice                               | 15. 9. 2024 06:45                   | 17. 9. 2024 10:00                   | zaplavení tratě                                                                                       |
| 306 | Konice–Ptení                                     | 15. 9. 2024 08:50                   | 17. 9. 2024 15:00                   | nestabilní svah vlivem dešťů                                                                          |
| 306 | Ptení – Kostelec na Hané                         | 15. 9. 2024 08:50                   | 17. 9. 2024 15:00                   | zaplavení tratě                                                                                       |
| 307 | Červenka – Senice na Hané                        | 15. 9. 2024 22:00                   | 19. 9. 2024 06:00                   | zaplavení tratě                                                                                       |
| 310 | Bruntál – Milotice nad Opavou                    | 14. 9. 2024 15:00                   | 10. 10. 2024 15:00                  | zaplavení a podemletí tratě                                                                           |
| 310 | Krnov – Opava východ                             | 14. 9. 2024 15:00                   | 16. 12. 2024 00:00                  | podemletí a zničení tratě                                                                             |
| 312 | Bruntál – Malá Morávka                           | 14. 9. 2024                         | 1. 1. 2025 00:00                    | |
| 313 | Karlovice – Vrbno pod Pradědem                   | 14. 9. 2024                         |                                     | podemletí a zničení tratě, zastavení provozu nebylo SŽ ohlášeno                                       |
| 314 | Mladecko – Svobodné Heřmanice                    | 14. 9. 2024                         |                                     | zaplavení tratě                                                                                       |
| 315 | Opava východ – Hradec nad Moravicí               | 14. 9. 2024 18:00                   | 20. 9. 2024 12:40                   | preventivní zastavení provozu                                                                         |
| 317 | Opava východ – Kravaře ve Slezsku                | 14. 9. 2024 19:30                   | 1. 11. 2024 12:00                   | zaplavení a podemletí tratě                                                                           |
| 317 | Kravaře ve Slezsku – Hlučín                      | 14. 9. 2024 19:30                   | 21. 9. 2024 12:00 1. 11. 2024 12:00 | zaplavení tratě                                                                                       |
| 317 | Kravaře ve Slezsku – Chuchelná                   | 14. 9. 2024 19:30                   | 21. 9. 2024 12:00 1. 11. 2024 12:00 | zaplavení tratě                                                                                       |
| 320 | Bohumín–Dětmarovice                              | 14. 9. 2024 15:00                   | 28. 9. 2024 20:00                   | zaplavení tratě                                                                                       |
| 321 | Ostrava-Třebovice                                | 14. 9. 2024 14:00                   | 17. 10. 2024 00:00                  | zaplavení a podemletí tratě                                                                           |
| 321 | Háj ve Slezsku                                   | 14. 9. 2024 14:00                   | 17. 10. 2024 00:00                  | zaplavení tratě                                                                                       |
| 321 | Štítina – Opava východ                           | 14. 9. 2024 14:00                   | 30. 9. 2024 06:00                   | zaplavení tratě                                                                                       |
| 322 | Český Těšín – Hnojník                            | 14. 9. 2024 18:10                   | 26. 9. 2024 20:00                   | zaplavení a podemletí tratě                                                                           |
| 322 | Dobrá – Frýdek-Místek                            | 14. 9. 2024 18:10                   | 15. 9. 2024 19:00                   | zaplavení tratě                                                                                       |
| 323 | Ostrava hlavní nádraží – Ostrava-Stodolní        | 16. 9. 2024 08:00                   | 28. 9. 2024 18:00                   | zaplavení tratě                                                                                       |
| 323 | Vratimov – Frýdek-Místek                         | 14. 9. 2024 18:00                   | 23. 9. 2024 12:00                   | zaplavení tratě                                                                                       |
| 323 | Baška–Pržno                                      | 14. 9. 2024 18:00                   | 15. 9. 2024 19:30                   | zaplavení tratě                                                                                       |
| 323 | Frýdlant nad Ostravicí – Kunčice pod Ondřejníkem | 16. 9. 2024 05:00                   | 26. 9. 2024 20:00                   | zaplavení a podemletí tratě                                                                           |
| 325 | Studénka–Příbor                                  | 14. 9. 2024 11:35                   | 21. 9. 2024 18:00                   | nehoda osobního automobilu, po odstranění došlo k zaplavení tratě                                     |
| 341 | Újezdec u Luhačovic – Luhačovice                 | 15. 9. 2024 08:35                   | 16. 9. 2024 11:10                   | zaplavení tratě                                                                                       |
| 343 | Velká nad Veličkou – Vrbovce                     | 15. 9. 2024 06:30                   | 16. 9. 2024 14:00                   | zaplavení tratě                                                                                       |
| Pozn.: v tabulce jsou pouze úseky, kde České dráhy, resp. Správa železnic uvádí důvod výluky „zaplavená trať“. Tratě s přerušením provozu kvůli popadaným stromům a jiným důvodům nejsou v tabulce uvedeny. |                                                  |                                     |                                     | |

## Mezinárodní pomoc
Pomoc s odstraňováním následků povodní bezprostředně nabídly Ukrajina a Slovinsko; vzápětí pomoc přislíbily též Slovensko, Řecko, Severní Makedonie, Litva, USA, Kosovo a Izrael.
Česká armáda naopak pomohla se svými helikoptérami i při povodních v sousedním Polsku.
EU pro část již přidělených prostředků zjednodušila procedury čerpání.

## Galerie

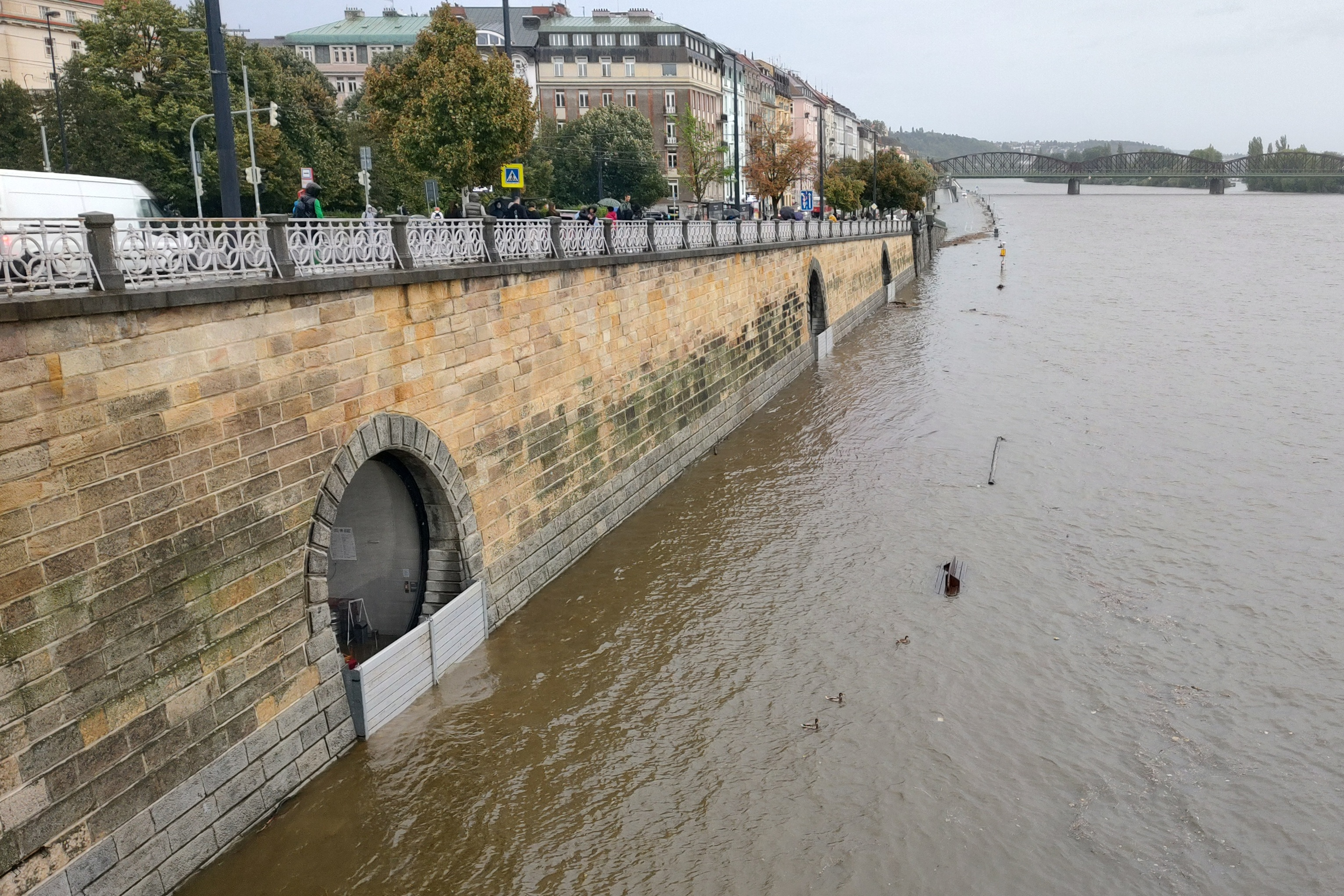
Zatopená náplavka v Praze
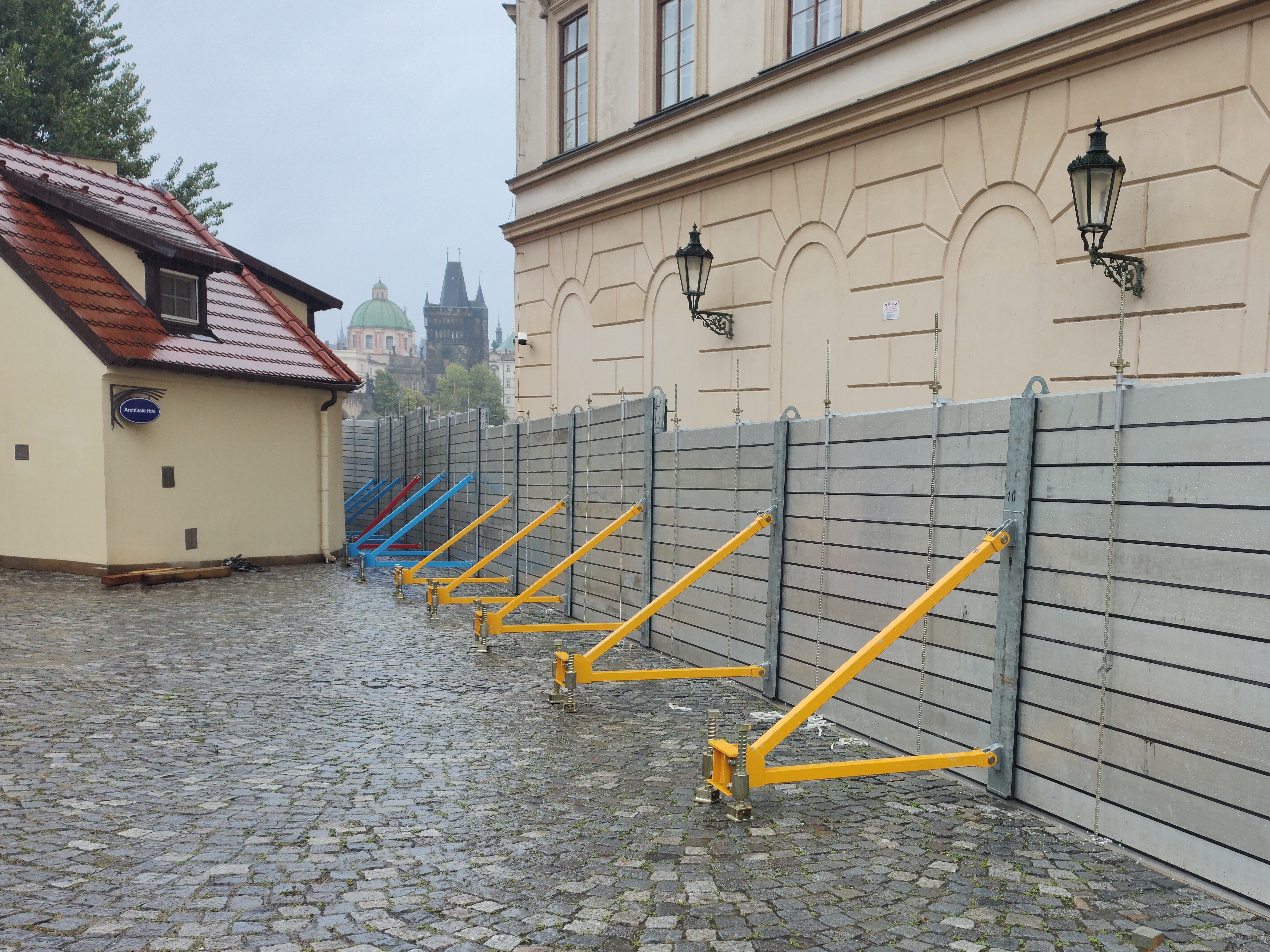
Protipovodňová hráz v Praze na Kampě
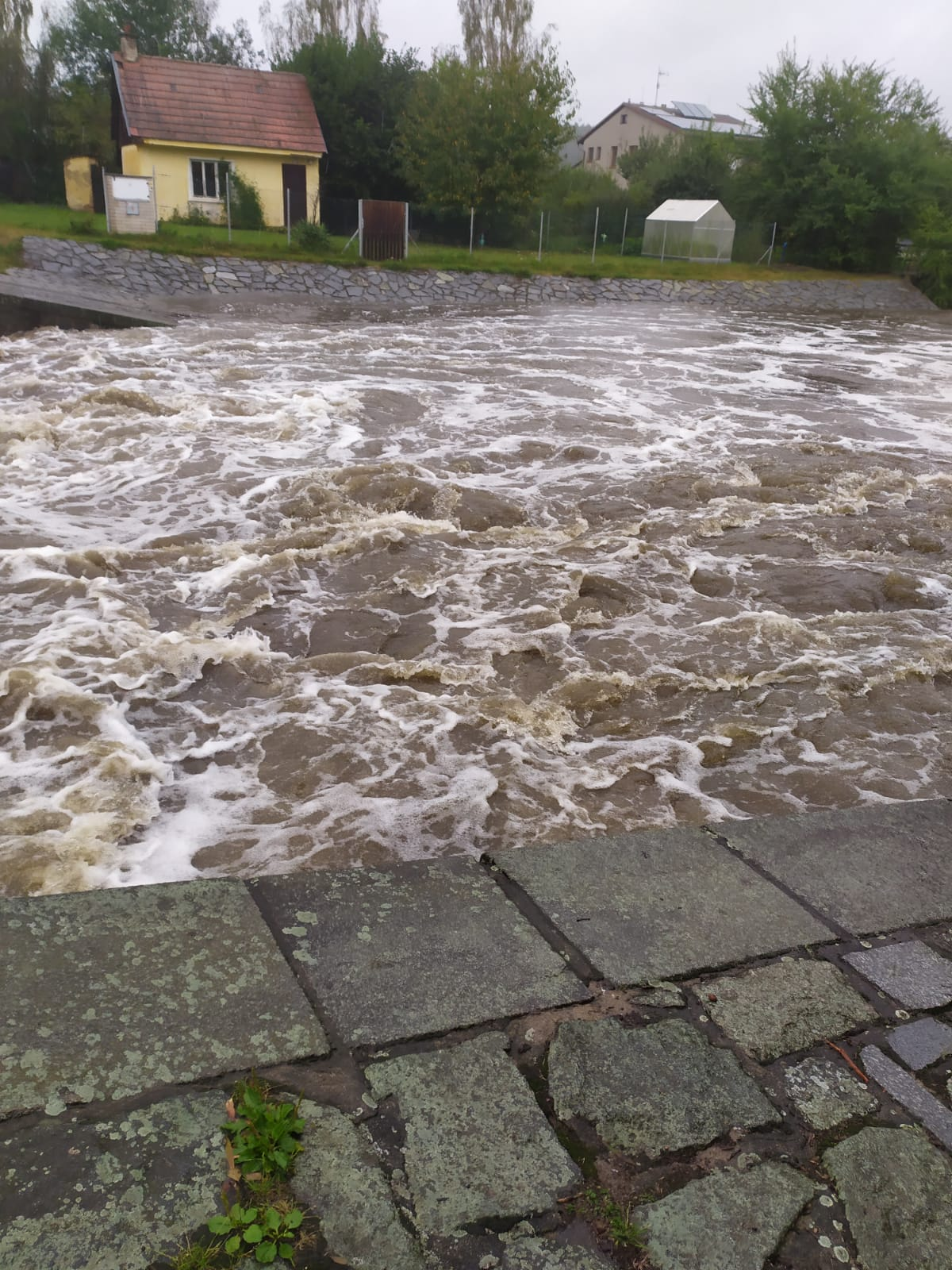
Jez na Blanici ve Vodňanech 14. září
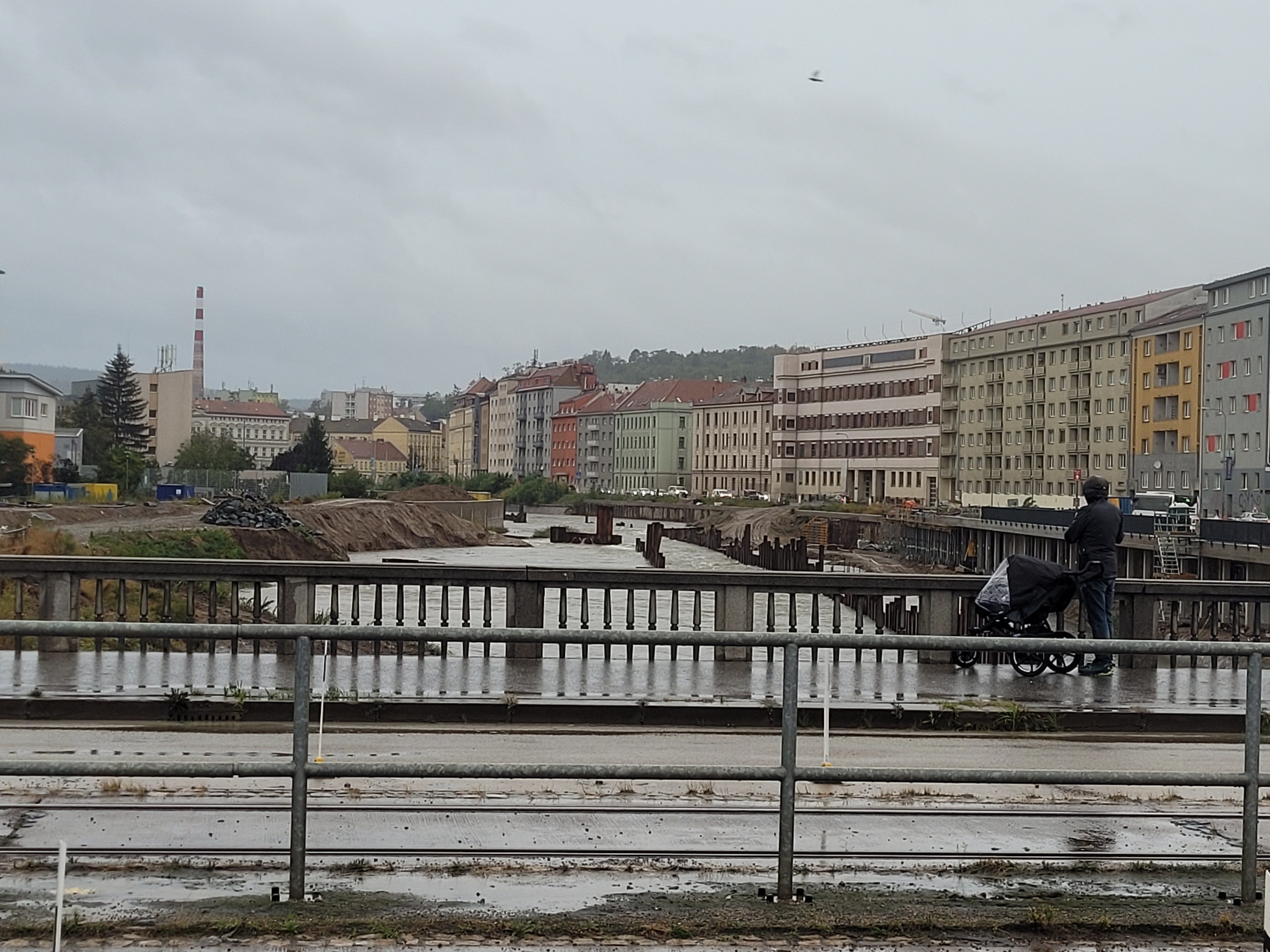
Lidé sledují zaplavenou stavbu v korytě Svratky v Brně
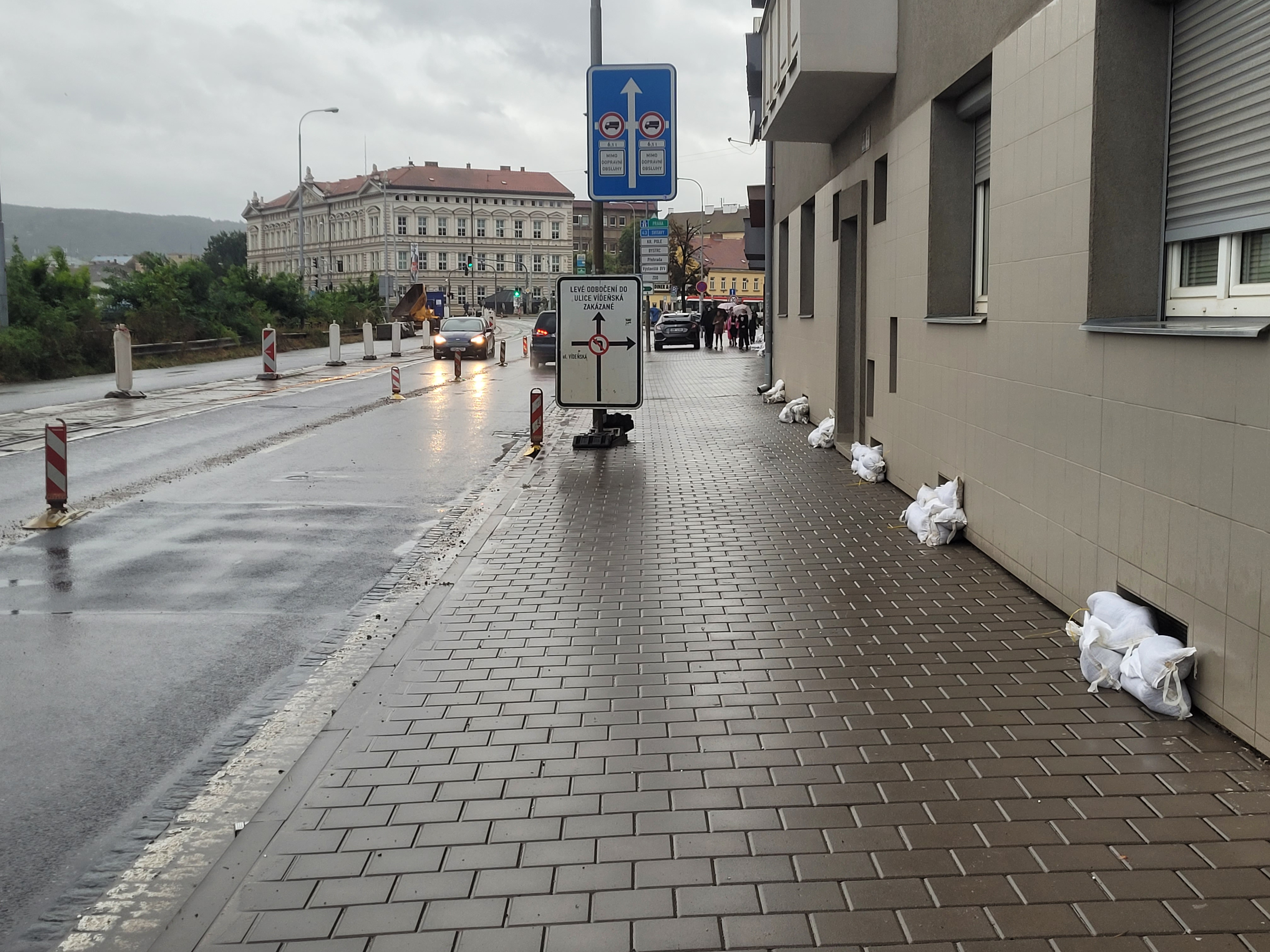
Pytle s pískem jako ochrana budov v ulici Poříčí v Brně
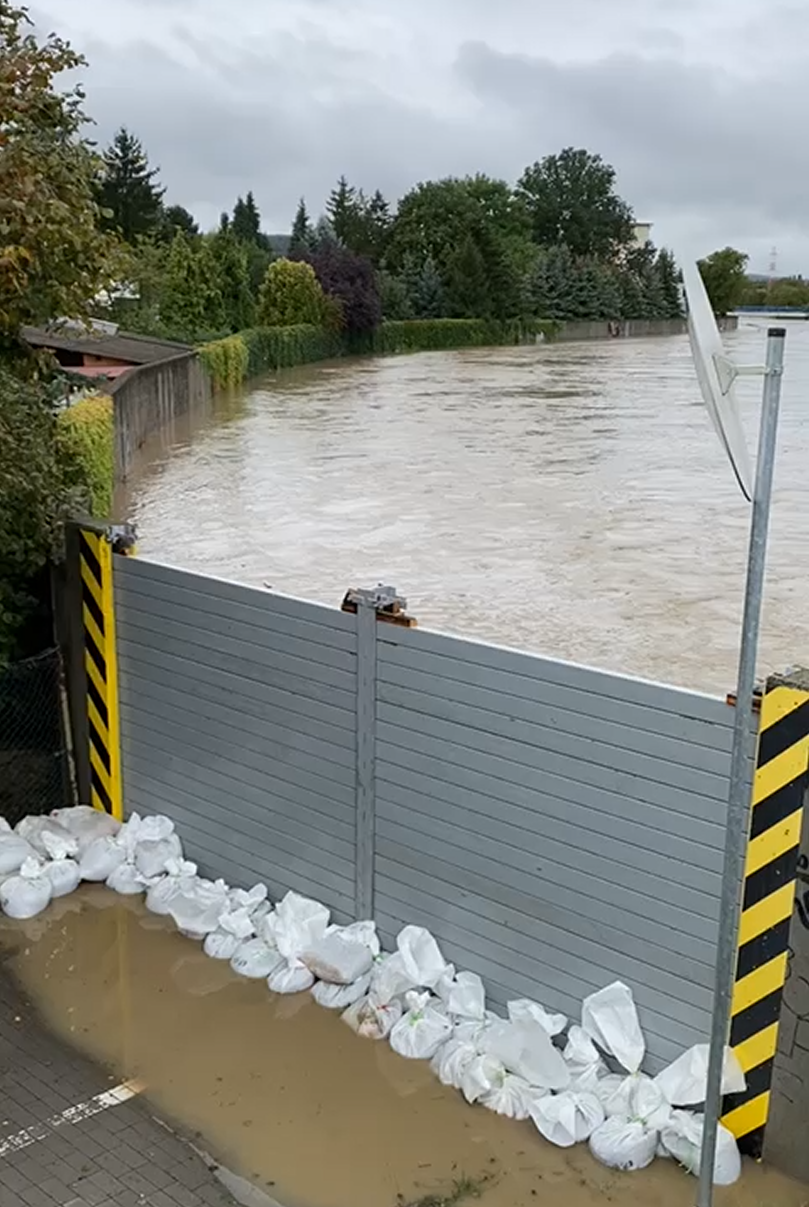
Stěna na Dřevnici v Otrokovicích
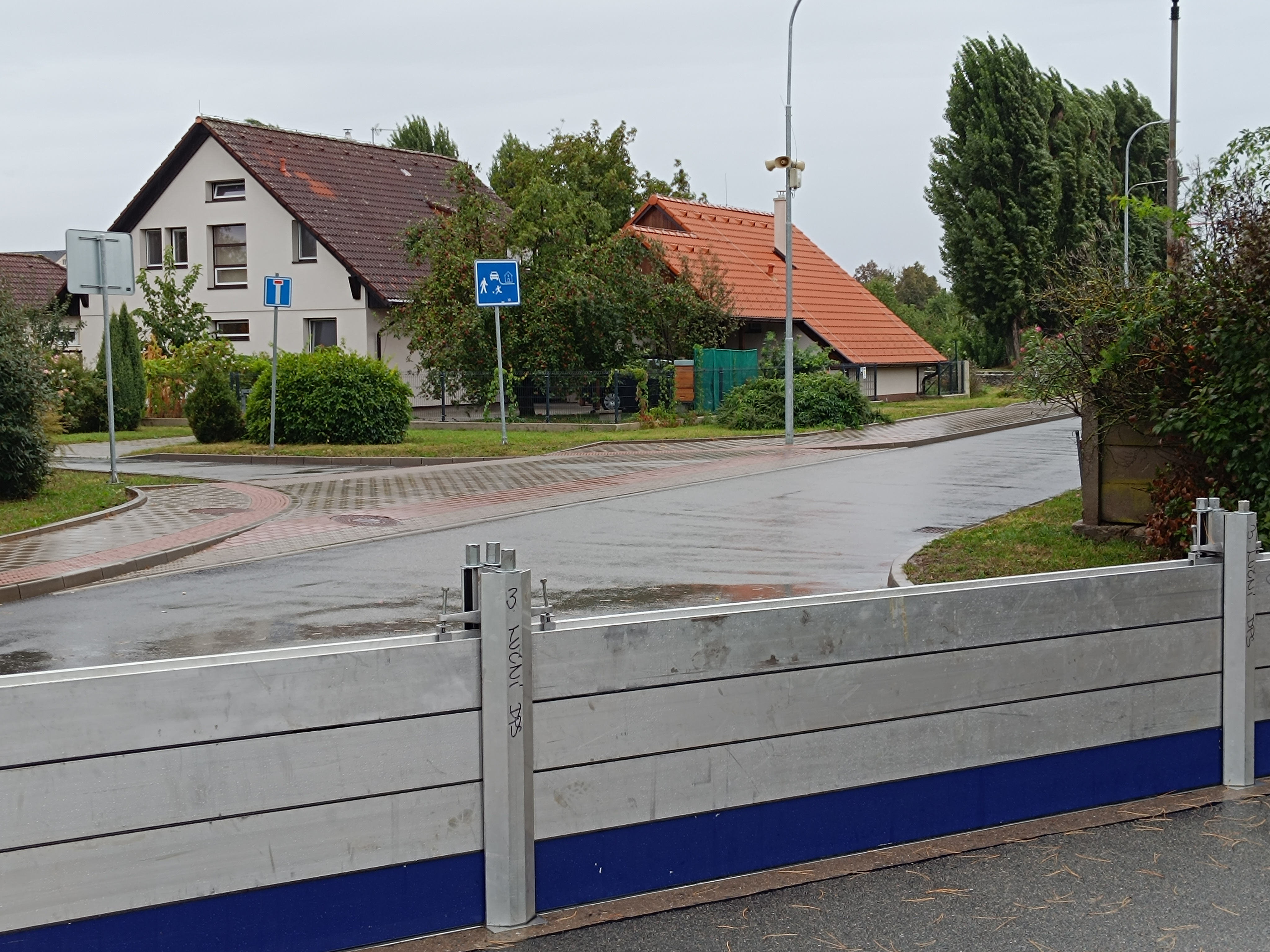
Preventivní opatření proti rozlivu lokálního toku ve Slavkově u Brna
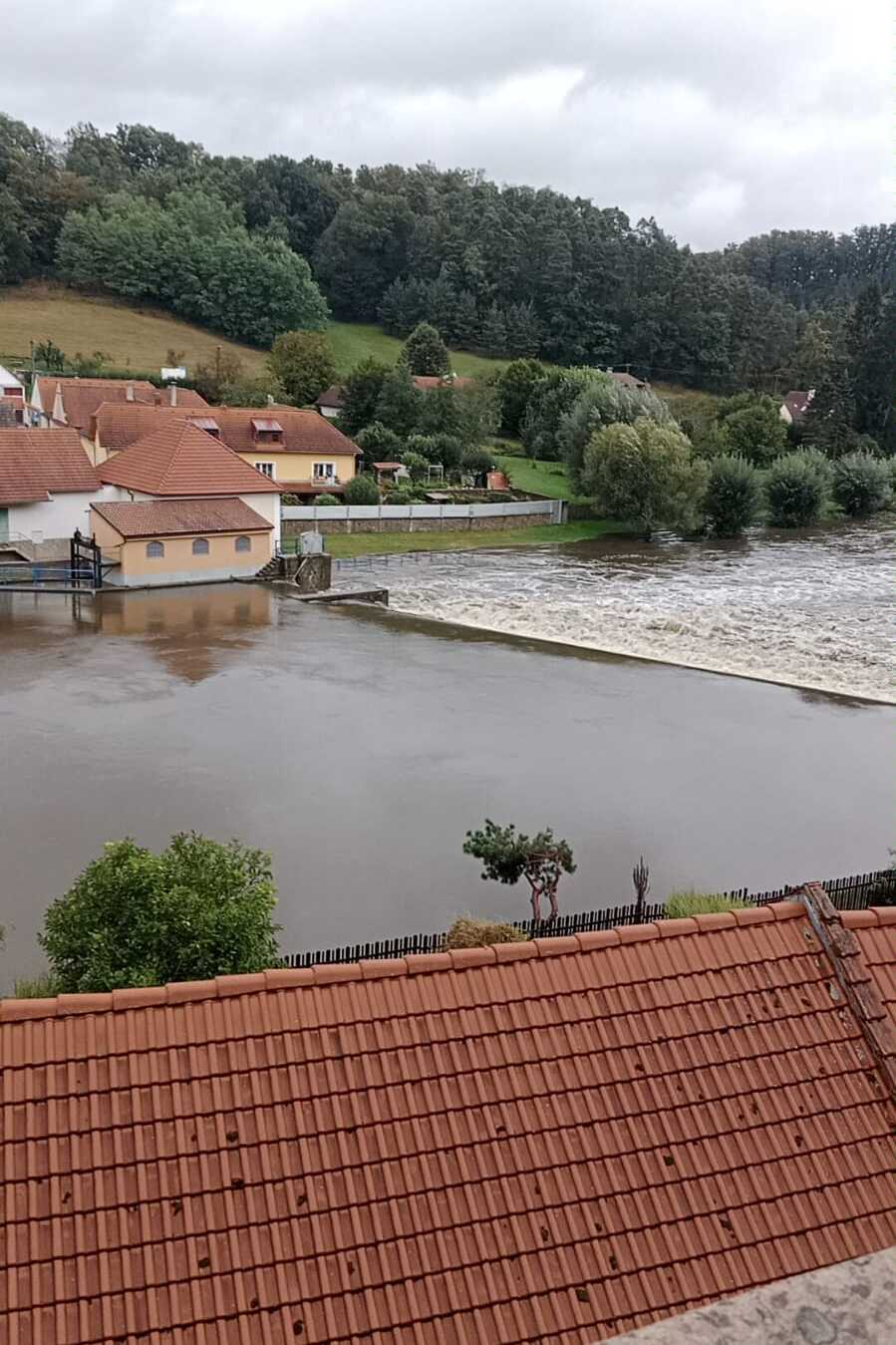
Rozvodněný tok Lužnice v Bechyni 15. září
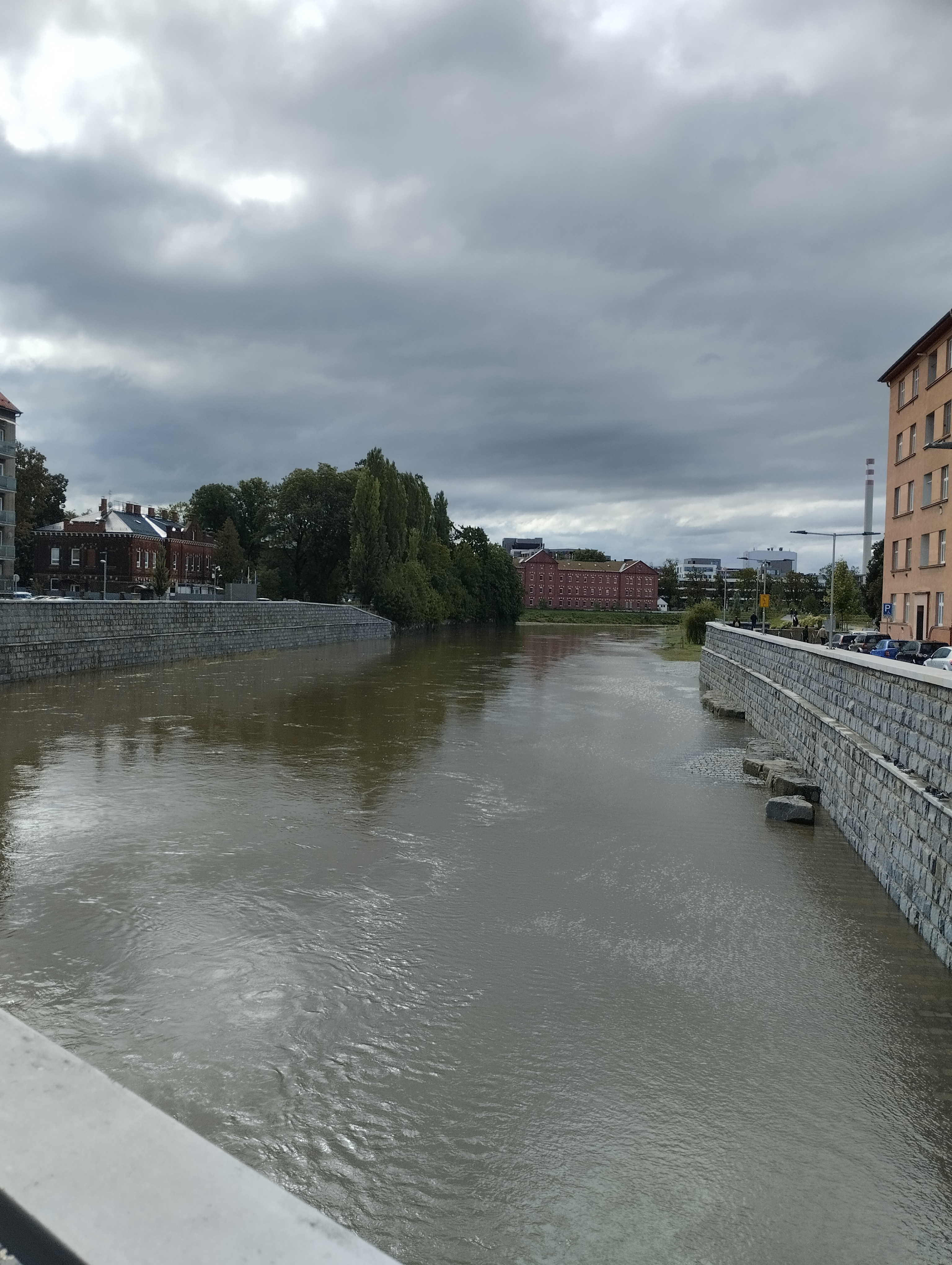
Zatopená náplavka v Olomouci
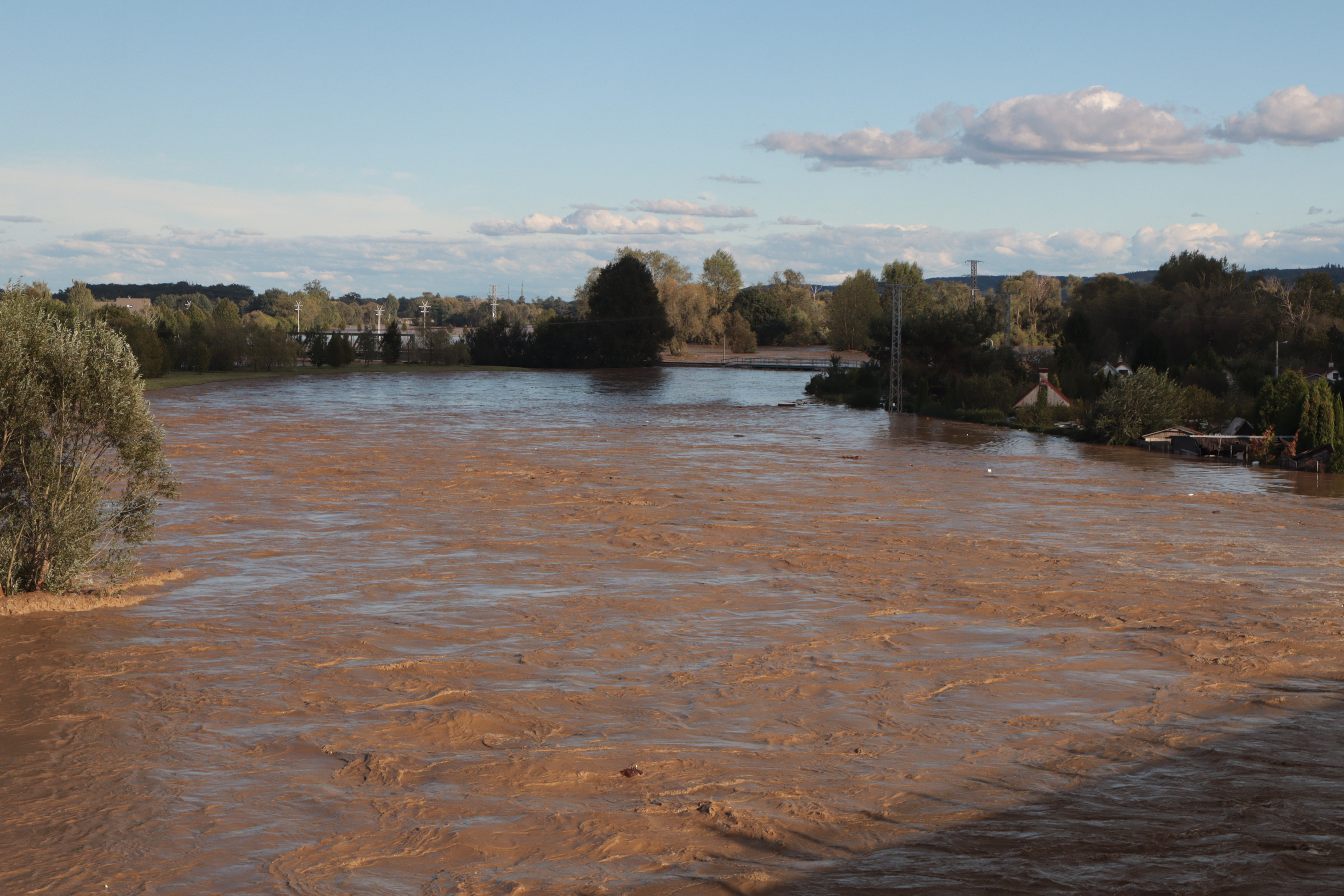
Rozlití řeky Opavy v místní části Malé Hoštice
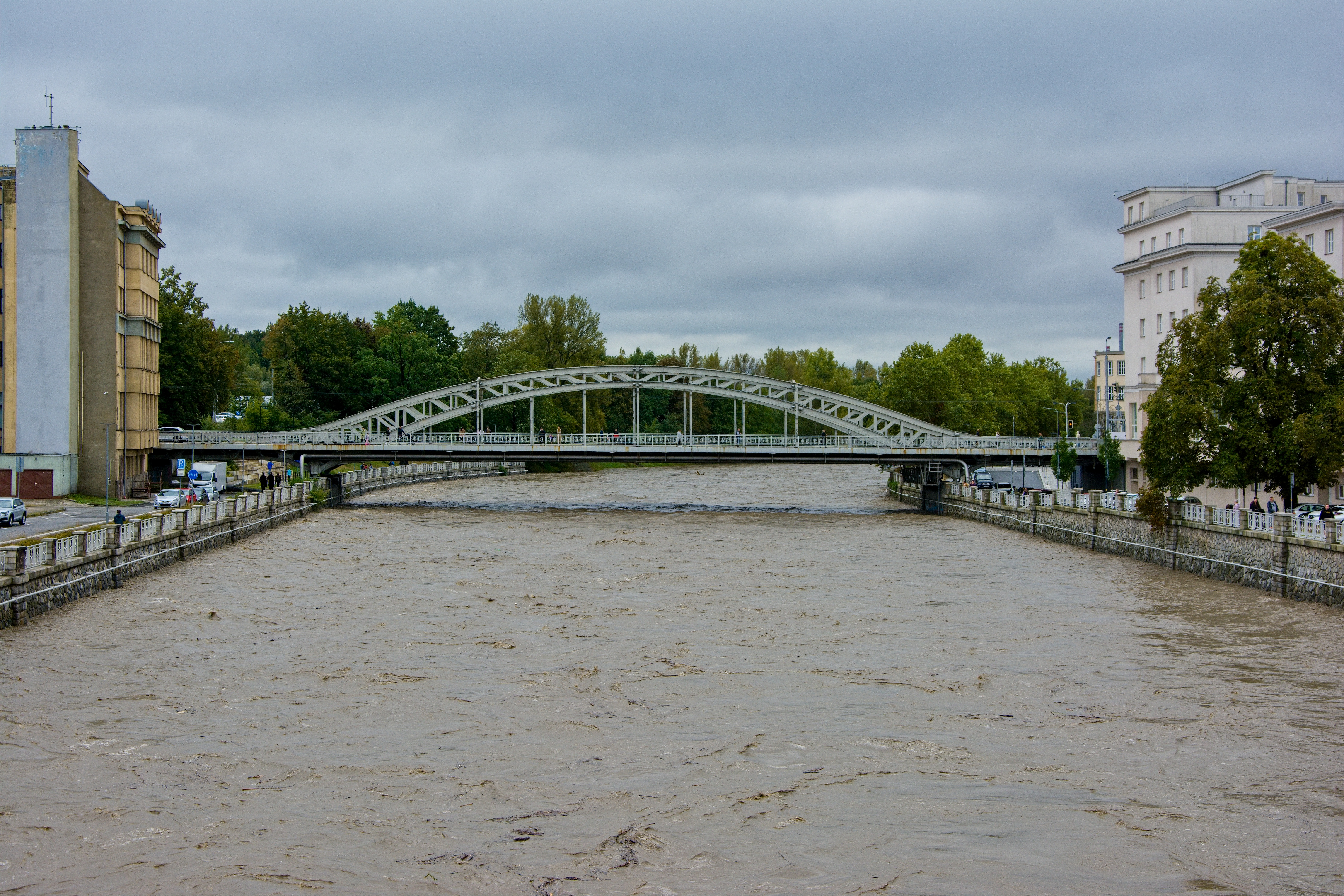
Rozvodnění řeky Ostravice v Ostravě u Sýkorova mostu
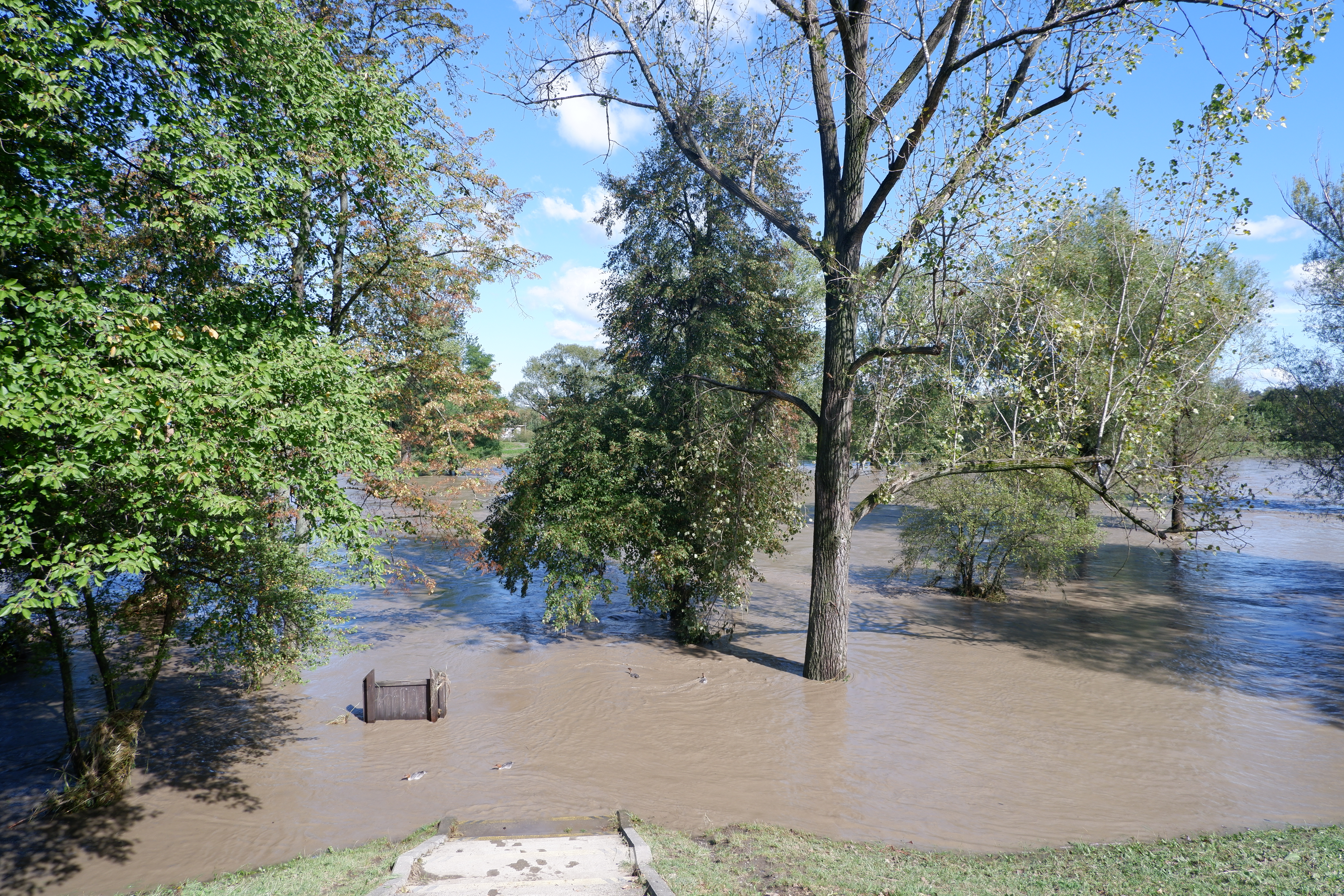
Zaplavené Komenského sady v Ostravě
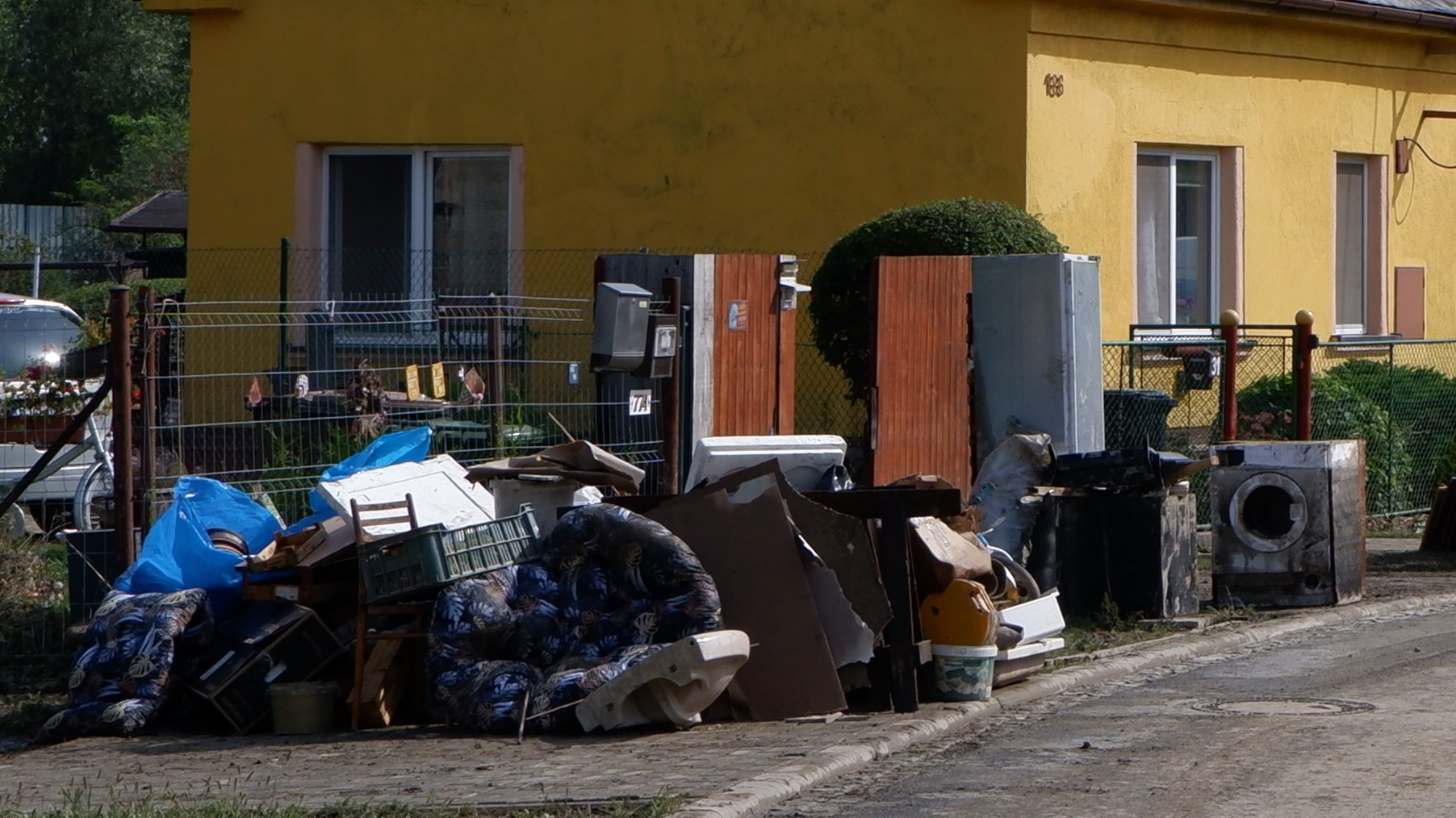
Uklízení následků povodně v Ostravě-Svinov 17. září
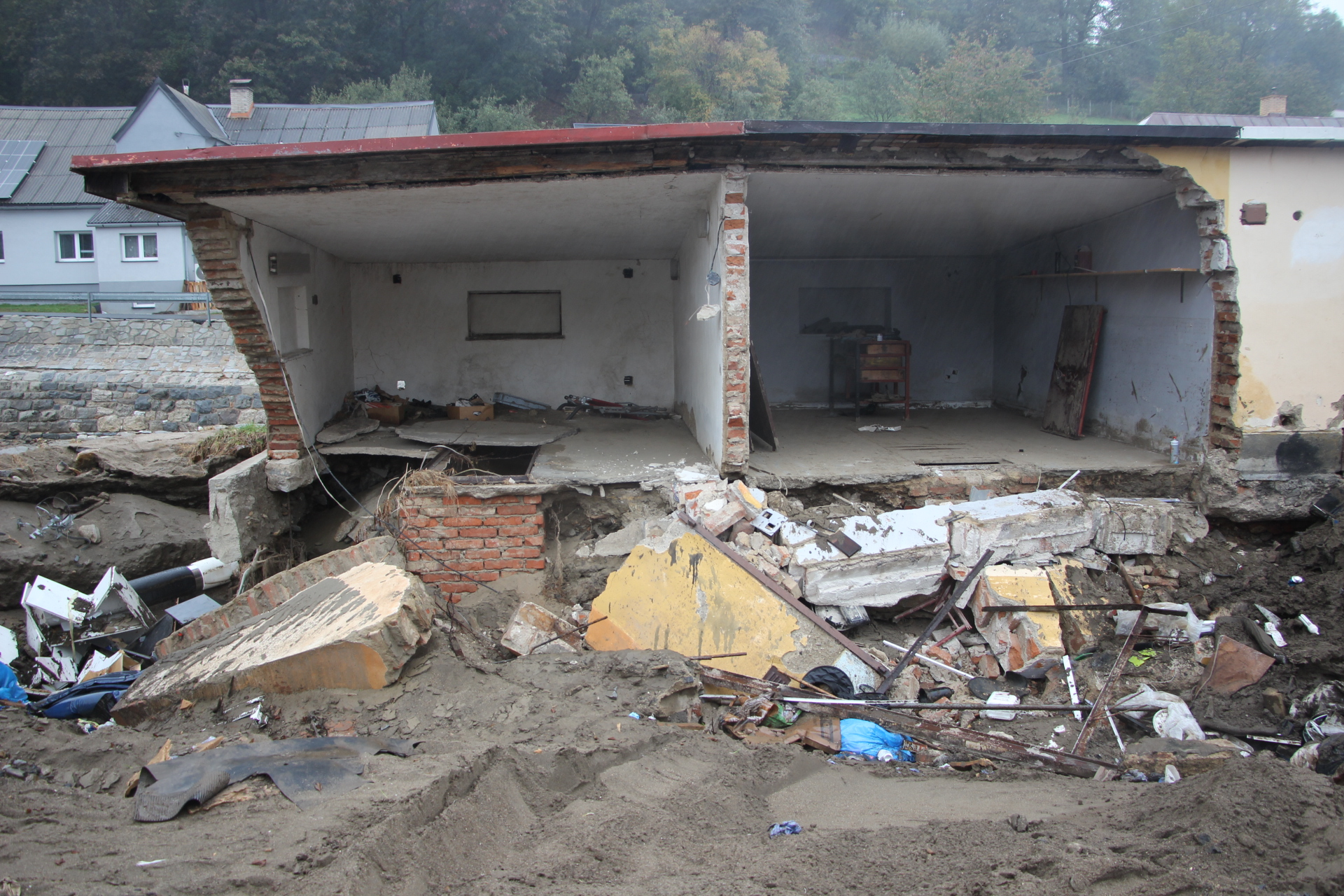
Rozbořené garáže v Jeseníku
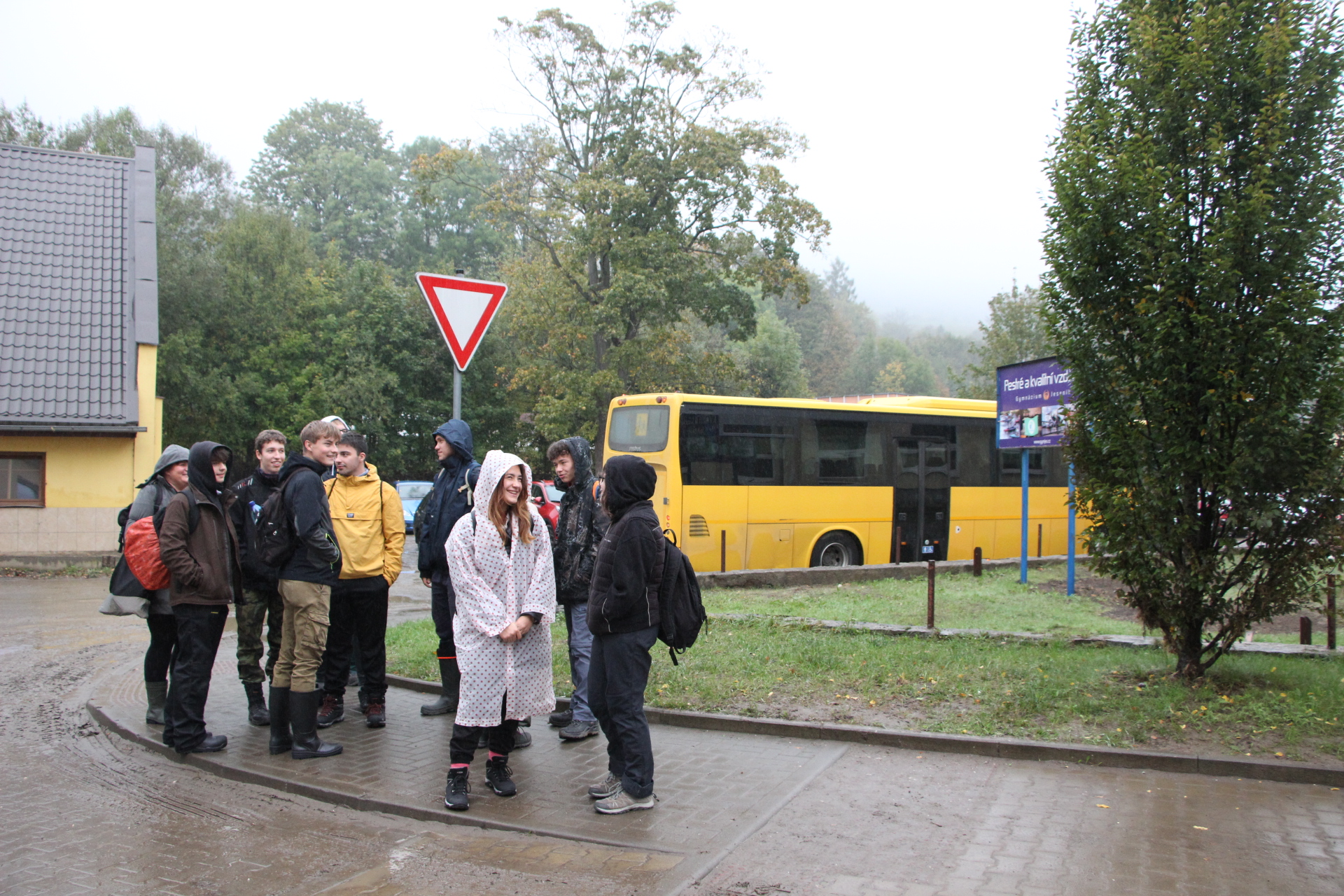
Dobrovolnická pomoc v Jeseníku 4. října
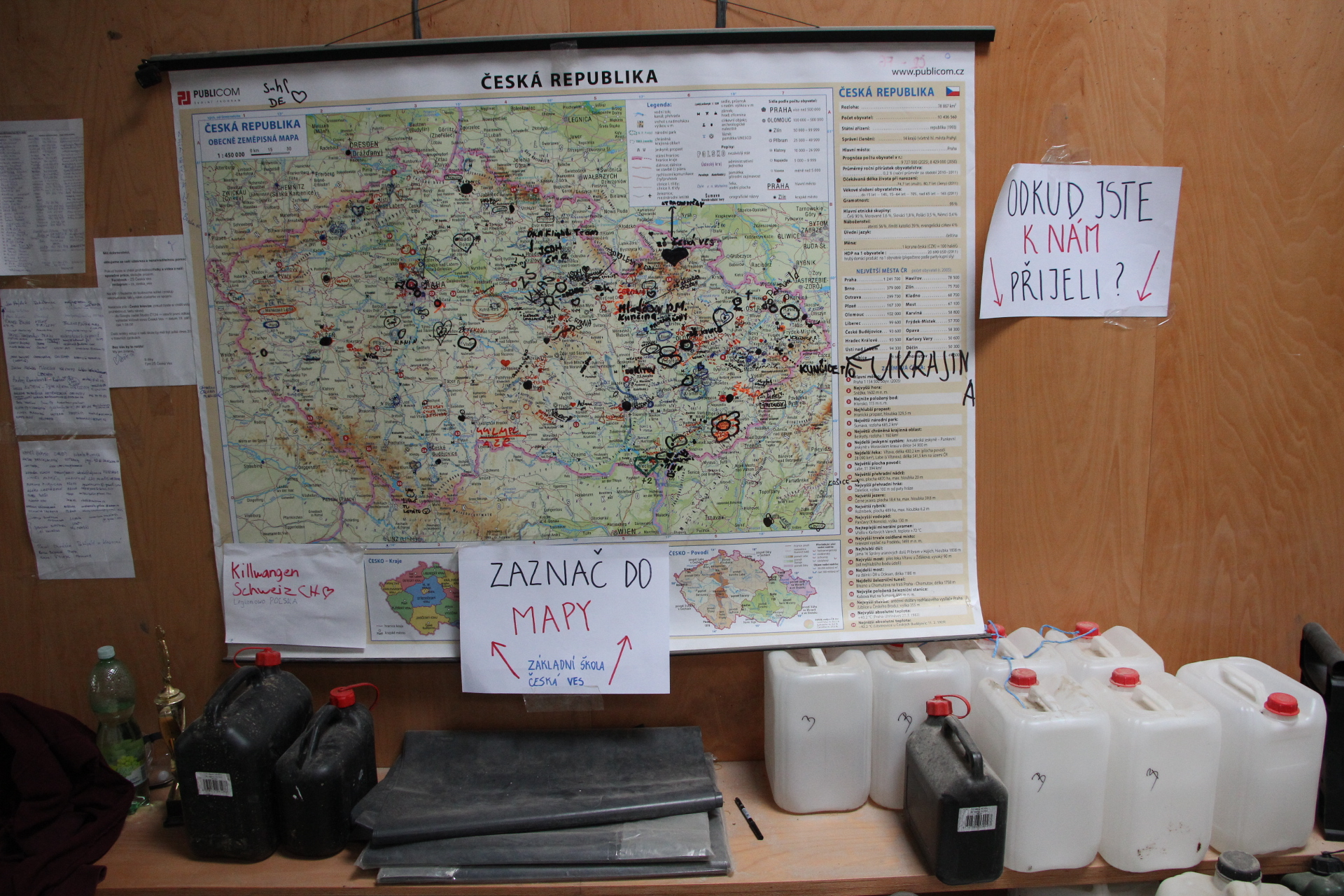
Mapa dobrovolníků, ZŠ Česká Ves 4. října